# Imperio alemán
El Imperio alemán (en alemán: Deutsches Kaiserreich o, en el sentido más genérico, Deutsches Reich) fue la forma de Estado que existió en la historia de Alemania desde su unificación y la proclamación de Guillermo I como emperador, el 18 de enero de 1871, hasta 1918, cuando se convirtió en una república después de la derrota en la Primera Guerra Mundial y la abdicación de Guillermo II el 9 de noviembre de ese año, como resultado de la Revolución de Noviembre.
El Reich alemán surge como resultado de la «revolución desde arriba» del canciller prusiano Otto von Bismarck, mediante la cual logró zanjar la «cuestión alemana» en los años 1860. Subsiguientemente, resolvió la cuestión del poder interno mediante el conflicto constitucional prusiano (1862-1866) contra el Parlamento y en favor del ejecutivo. Posteriormente la cuestión del poder político externo se resolvió por la guerra de los Ducados (1864) y por la guerra austro-prusiana (1866) en el sentido de la “pequeña Alemania” —con exclusión de Austria— y en la guerra franco-prusiana (1870-1871). La victoria de Prusia y sus aliados en este último conflicto condujo a la fundación del Imperio alemán. Los reyes de Sajonia y Baviera, los príncipes, duques y electores de Brunswick, Baden, Mecklemburgo, Wurtemberg y Oldemburgo juraron lealtad al rey de Prusia, que se convirtió en Káiser de los 39 Estados independientes que así se unieron.
Bismarck preparó un amplio esquema, la Constitución alemana del norte, de 1866, que se convirtió en la Constitución alemana de 1871, con algunos ajustes. Alemania adquirió algunos rasgos democráticos y en el nuevo Imperio había un parlamento con dos cámaras. La Cámara baja, o Reichstag, era elegida por sufragio universal masculino. Sin embargo, las circunscripciones originales elaboradas en 1871 nunca se volvieron a rediseñar para reflejar el crecimiento de las zonas urbanas. Como resultado, en el momento de la gran expansión de las ciudades alemanas entre los años 1890 y 1900, las zonas rurales estaban excesivamente representadas. Una de las características del gobierno fue la retención de una parte muy importante del poder político por parte de la élite terrateniente, los junkers.
La legislación también requería la aprobación del Bundesrat, el Consejo federal de diputados de los Estados del Reich. El poder ejecutivo residía en el emperador, o Káiser (por el caudillo romano César). Al emperador se le dieron amplios poderes por la Constitución. El canciller era el comandante en jefe supremo de las fuerzas armadas y el árbitro final de las relaciones internacionales. Oficialmente, el canciller era un gabinete de un solo hombre y era responsable de la marcha de prácticamente todos los asuntos del Estado, como la burocracia de altos funcionarios a cargo de las finanzas, la guerra, las relaciones internacionales, etc.; se parecía al Presidente del Consejo de Ministros. El Reichstag tenía el poder de aprobar, modificar o rechazar proyectos de ley y de iniciar una legislación.
Aunque de iure todos los Estados tenían el mismo poder ejecutivo, prácticamente el Imperio estaba dominado por el Reino de Prusia, su Estado más grande y poderoso. Se extendía por el norte y poseía las dos terceras partes de la superficie del Reich y las tres quintas partes de su población. La corona imperial era hereditaria de la Dinastía de los Hohenzollern, la casa reinante de Prusia. Con la excepción de los años 1872-1873 y 1892-1894, el canciller fue siempre al mismo tiempo el ministro-presidente de Prusia. Con 17 votos de los 58 en el Bundesrat, Berlín solo necesitaba unos cuantos votos de los Estados pequeños para ejercer un control efectivo.
Los otros Estados conservaron sus propios gobiernos, pero se limitaron solo a los aspectos de la soberanía. Por ejemplo, los sellos postales eran emitidos por el Imperio en su conjunto, al igual que la moneda. Algunas piezas eran emitidas por los Estados, pero eran prácticamente monedas conmemorativas y tenían una circulación limitada. De esta forma, sin una armonización monetaria y la presencia de un banco central, el Imperio representó la más larga experiencia de un sistema de banca libre durante el siglo XIX en los países industrializados del continente. Además, mientras que los Estados tenían sus propias condecoraciones, y algunos tenían sus propios ejércitos, las fuerzas militares de los más pequeños fueron puestas bajo control prusiano. Los ejércitos de los Estados más grandes, como los reinos de Baviera y Sajonia, se coordinaron con los ejércitos principales de Prusia y en tiempo de guerra eran controlados por el gobierno federal.
Aunque autoritario en muchos aspectos, el Imperio permitió el desarrollo de partidos políticos, libertad de reunión y ciertas cotas de libertad de expresión y asociación. Bismarck tuvo la intención de crear una fachada constitucional de máscara para la continuación de políticas autoritarias. En el proceso, creó un sistema en el que había una disparidad significativa entre los sistemas electorales de Prusia y el resto de Alemania. Prusia utilizaba un sistema de votación muy restrictivo de tres clases, en el que la tercera parte más rica de la población podía elegir el 85% de la legislatura, lo que aseguraba una mayoría conservadora.
En 1871, el Imperio alemán contaba con 41 millones de ciudadanos. A partir de entonces, centenares de miles de personas se dirigieron a las principales ciudades alemanas en busca de trabajo en las fábricas. En 1913 había casi 66 millones, un aumento de más de la mitad. Y más de la mitad de ellos vivían en pueblos y ciudades. Pero no se trataba solo de una expansión de la población. Los cimientos de la fortaleza económica en el cambio de siglo eran de acero y carbón, y Alemania hizo grandes progresos con ambos. En 30 años, la participación de Alemania en el comercio mundial aumentó en un tercio. En 1914, Alemania era la nación industrial más poderosa de Europa. El epítome de su industria podría estar en la firma Krupp, cuya primera fábrica fue construida en Essen. Con la unidad se produjo un período extraordinario de expansión económica. Además, los trabajadores alemanes disfrutaban de beneficios por enfermedad, accidentes y maternidad, comedores y vestuarios y un plan nacional de pensiones.
En noviembre de 1918, con la revolución interna, una guerra estancada, Austria-Hungría cayendo a pedazos desde múltiples tensiones étnicas, y la presión del alto mando alemán, el emperador Guillermo II, quien era por entonces una "sombra", abdicó, junto con el jefe del alto mando alemán, dejando la situación desastrosa para el nuevo gobierno liderado por los socialdemócratas alemanes, quienes pidieron y se les concedió un armisticio el 11 de noviembre de 1918 y marcó el final de la Primera Guerra Mundial y del Imperio alemán, con grandes pérdidas territoriales para este último, como la mayor parte de la Provincia de Prusia Occidental, el Territorio Imperial de Alsacia y Lorena o la Ciudad libre de Dánzig. El Imperio fue seguido por la democrática e inestabilizada República de Weimar.
Durante sus 47 años de vigencia, este Imperio se convirtió en una de las economías industriales más poderosas del mundo, así como una gran potencia. La evolución del Imperio alemán va en consonancia con los desarrollos paralelos en el reino de Italia, que se convirtió en una nación unificada diez años antes que el Imperio alemán. Algunos elementos clave de la estructura política autoritaria del Imperio alemán también fueron la base para la modernización conservadora en el Japón imperial de Meiji y para la conservación de una estructura política autoritaria bajo los zares del Imperio ruso.
Los estados fronterizos más importantes fueron el Imperio ruso en el este, Francia en el oeste y el Imperio austrohúngaro ubicado en el sur.

## Etimología
La palabra Reich en alemán no tiene una traducción directa, aunque suele traducirse en Imperio con el significado de una extensión territorial que trasciende la de un Estado (similar al realm inglés). Su uso se implementó a partir de la unificación de Alemania de 1871 bajo Guillermo I, rey de Prusia y primer Kaiser (emperador) del Reich, hasta la derrota de la Alemania nazi en 1945. Por este motivo se denomina en alemán la época entre 1871 y 1918 como Kaiserreich (Reich del emperador, es decir Imperio en el significado estricto de la palabra), llamada «Imperio alemán» en la mayoría de idiomas, incluido el español (habiendo sido de hecho una forma de monarquía constitucional con el Kaiser como jefe de Estado). Con ello se distingue del Reich alemán a partir del fin de la Primera Guerra Mundial (tanto la República de Weimar como la Alemania nazi), que no incluía la figura del emperador. El término Reich alemán (Deutsches Reich), por tanto, engloba los tres períodos juntos, mientras que Kaiserreich es el término alemán que se usa para el Imperio hasta 1918 (a pesar de que en su día el propio Kaiser rechazó su uso).
Hoy en día el término Segundo Reich se usa como sinónimo del Imperio alemán en círculos de ideología nacionalista, en los estudios de historia y de forma despectiva por algunos movimientos. Puesto que el Tercer Reich actualmente está relacionado con las atrocidades cometidas por la Alemania nazi, el uso de estas expresiones a los ojos de muchos no tiene sentido. Originalmente, el término tenía el fin de preparar el terreno para un tercer y definitivo futuro Reich alemán, que contaría con la restauración de la dinastía monárquica y no con la figura del Führer (de ahí que los nazis tras adoptarlo con entusiasmo se apresuraron a alejarse de su significado original), dejando el término Primer Reich en la ambigüedad (en principio no se identificó con el Sacro Imperio Romano por motivos políticos relativos a cuestiones hereditarias en Austria). En otras palabras, la existencia de un segundo Reich solo tuvo sentido en un panorama futurista que contemplaba la existencia de un tercero, identificándolo por tanto con el Imperio alemán (1871-1918).

## Historia

### Antecedentes

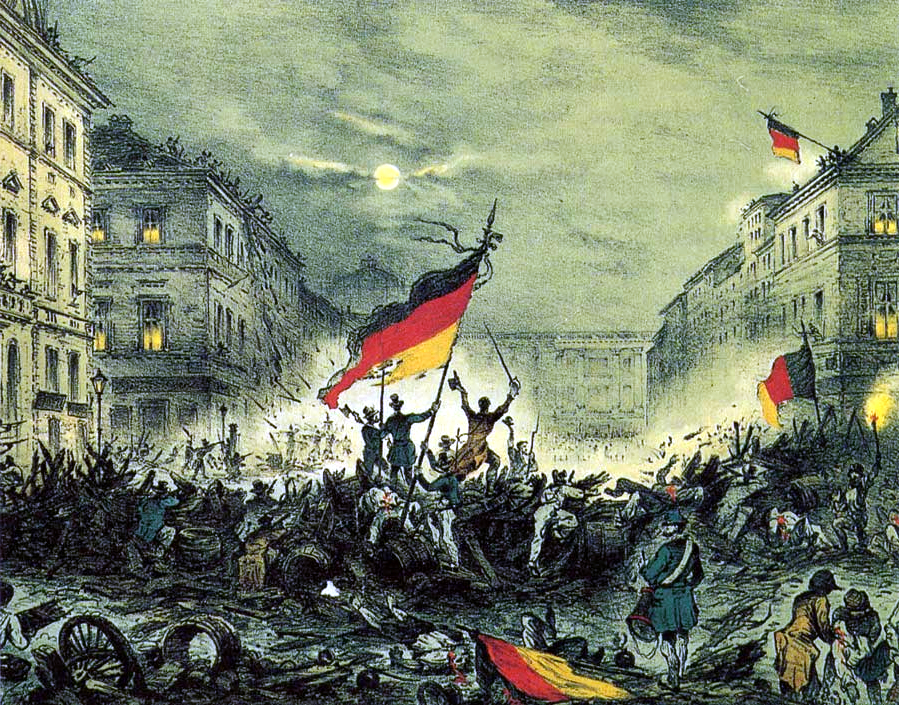
La Revolución alemana de 1848-1849 en Berlín, 1848

La historia alemana del siglo XIX, hasta la formación del Estado-nación, se ha caracterizado por múltiples cambios políticos y territoriales que se produjeron tras el colapso del Sacro Imperio Romano Germánico en 1806. El antiguo Imperio se caracteriza cada vez más por los intereses conflictivos de sus dos grandes potencias: Austria y la potencia ascendente Prusia. Durante las guerras napoleónicas, el Sacro Imperio es disuelto y reemplazado en parte por la Confederación del Rin, tutelada por el Imperio francés. Así, "Alemania", hasta su unificación en 1871, solo era una cultura dividida entre el norte (toda Prusia y los estados independientes donde se ubicaba el Sacro Imperio Romano Germánico) y el sur (parte de Austria, toda Baviera y algunos estados más pequeños).
Después de la derrota de la Francia napoleónica ante los reinos de Europa (que eran en especial los del Reino Unido, España, Prusia, Rusia y Austria), los príncipes alemanes, sin embargo, no se interesaron en un poder central que erosionase su autonomía. En el Congreso de Viena de 1815 fue creada la Confederación Germánica, una confederación de las zonas que habían pertenecido antes de 1806 al Sacro Imperio Romano Germánico; a partir de ella tomará cuerpo la nación alemana. Después del Congreso de Viena, que más adelante se describe en la historia como el Vormärz, Alemania estuvo marcada por una política de restauración, dominada por el canciller austriaco, el príncipe Klemens Wenzel von Metternich. Como parte de la llamada Santa Alianza entre Austria, Prusia y Rusia, la restauración tenía por objetivo restablecer las relaciones de poder entre los Estados nacionales del Antiguo Régimen, es decir, las existentes antes de la Revolución Francesa en 1789.
Esta política de oponerse a la nación y a los movimientos democrático-burgueses llevó a numerosas protestas en muchas partes de la Europa Central, que finalmente derivaron en la Revolución de Marzo de 1848 en los estados alemanes. Los miembros de la revolución por la recién formada Alemania crearon el primer parlamento democrático, la Asamblea Nacional de Fráncfort. Las diferentes facciones de la asamblea resolvieron por votación la creación de un estado alemán unificado, gobernado por una monarquía constitucional. Se implementó su constitución el 28 de marzo de 1849, resultando en la creación del efímero Imperio alemán de 1848/1849, con algunas instituciones, órganos administrativos y la Reichsflotte, la primera armada alemana unificada. Se eligió al rey prusiano Federico Guillermo IV para ser el monarca del nuevo estado bajo el título de "emperador de los alemanes". Este, sin embargo, apelando a su "derecho divino", se negó a aceptar la corona, y la mayoría de los estados alemanes decidieron unirse en una base constitucional. Al mismo tiempo, crecieron las tensiones entre las dos grandes y reñidas potencias de la Confederación Germánica, a saber, la Austria de los Habsburgo (que era la dinastía gobernante de la Confederación) y la Prusia de los Hohenzollern, que a partir de 1849 aumentaría cada vez más su poder político y militar frente al vecino del sur.
Tras el intento fallido de crear un Estado unificado bajo un emperador prusiano, se suprimió el movimiento revolucionario y la asamblea de Fráncfort fue disuelta, poniendo así fin al primer esfuerzo de unificación alemana. Sin embargo, el gobierno federal alemán siguió existiendo después de la supresión violenta de 1848-1849, bajo la dirección del bando austriaco. Se suprimió una década de la reacción política (Reaktionsära), en la que las aspiraciones democráticas y liberales fueron recreadas de nuevo. Desde el comienzo de la década de 1860, en los Estados alemanes se formaron los primeros partidos políticos en el sentido moderno.

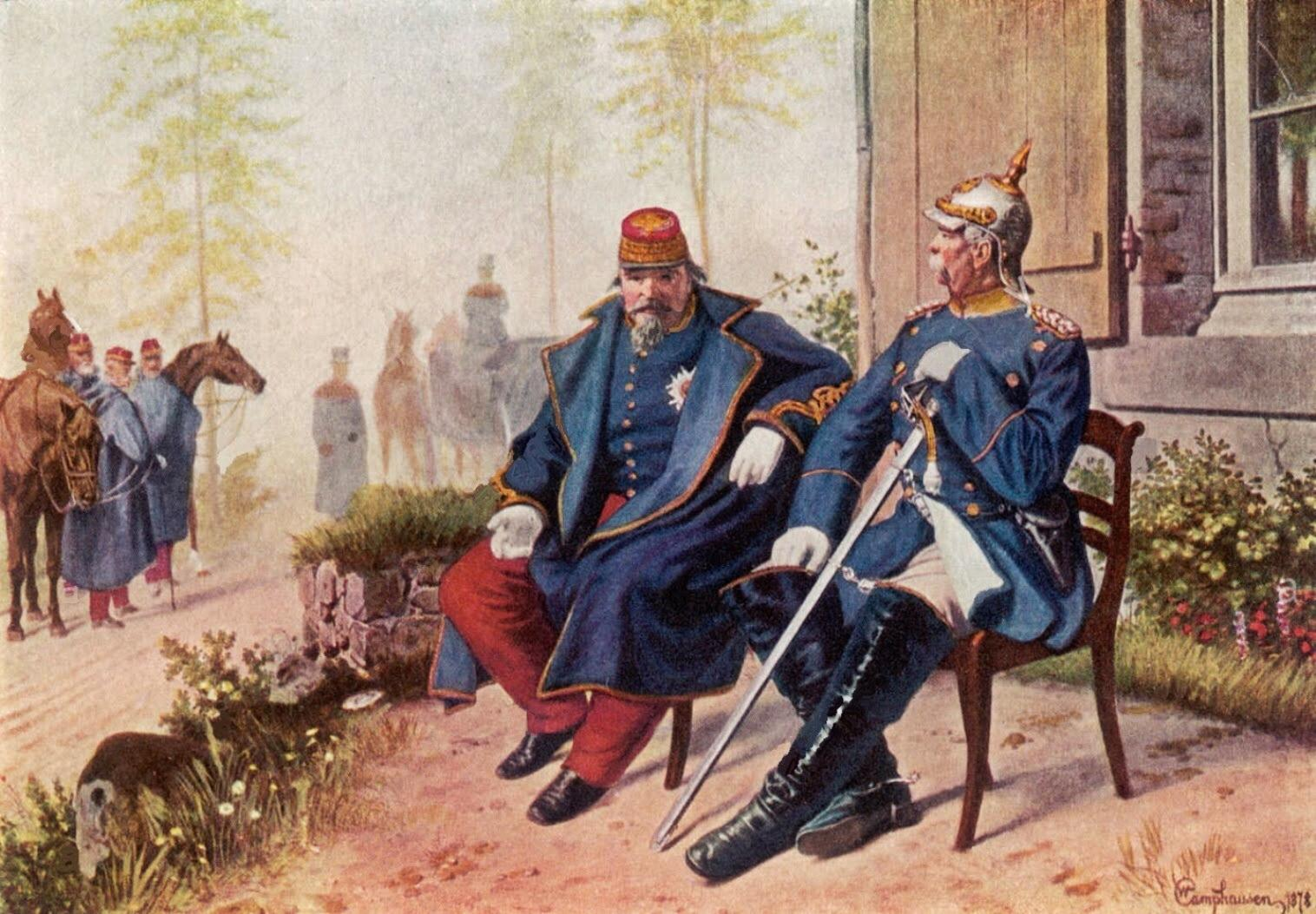
Bismarck (derecha) con Napoleón III, tras la batalla de Sedán

En 1864, el gobierno federal había llegado a una alianza unificada de gran importancia con Austria, como en la cuestión de Schleswig-Holstein de la guerra germano-danesa, en la que Prusia y Austria, a causa de una cláusula federal, estaban una al lado de otra. Sin embargo, este consenso entre las dos potencias duró poco. En la disputa sobre Schleswig-Holstein en 1866 fueron los alemanes los que iniciaron la guerra austro-prusiana, en la que los austriacos lucharon contra los ejércitos de Prusia y algunos Estados del norte de Alemania, junto a Italia y los Estados del sur, incluyendo Baden, Baviera, Hesse y Wurtemberg. Después de la derrota de Austria, se creó la Confederación Alemana del Norte bajo el liderazgo de Prusia.
Accionada por una disputa entre Prusia y Francia a causa de la sucesión al trono de España, en 1870 comenzó la guerra franco-prusiana. La declaración de guerra llegó desde el lado francés, después de que Bismarck, el ministro-presidente de Prusia, publicase una versión editada del Telegrama de Ems, que comprometía políticamente a Francia. Las tres guerras, que duraron desde 1864 hasta 1871, también se conocieron como las guerras de la unificación alemana.

### La fundación del Imperio

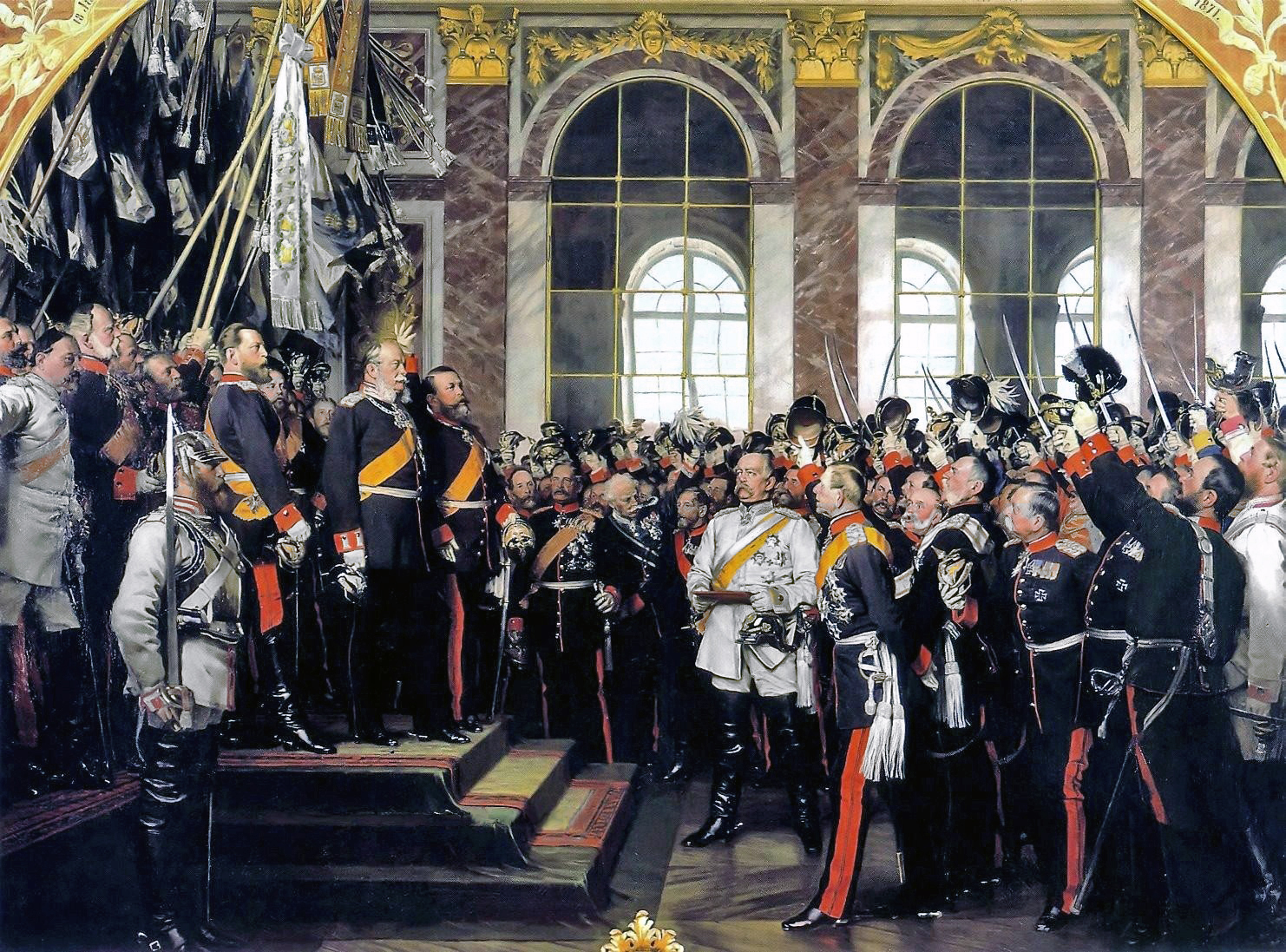
Die Proklamation des Deutschen Kaiserreiches, 3.ª versión, regalado por el emperador Guillermo I a Bismarck por su septuagésimo aniversario (1885)

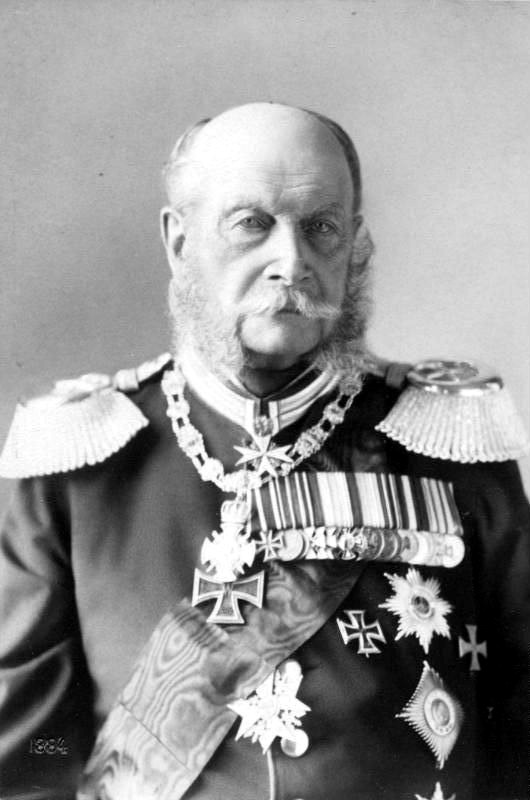
Fotografía del káiser Guillermo I, 1884

### La era de Bismarck

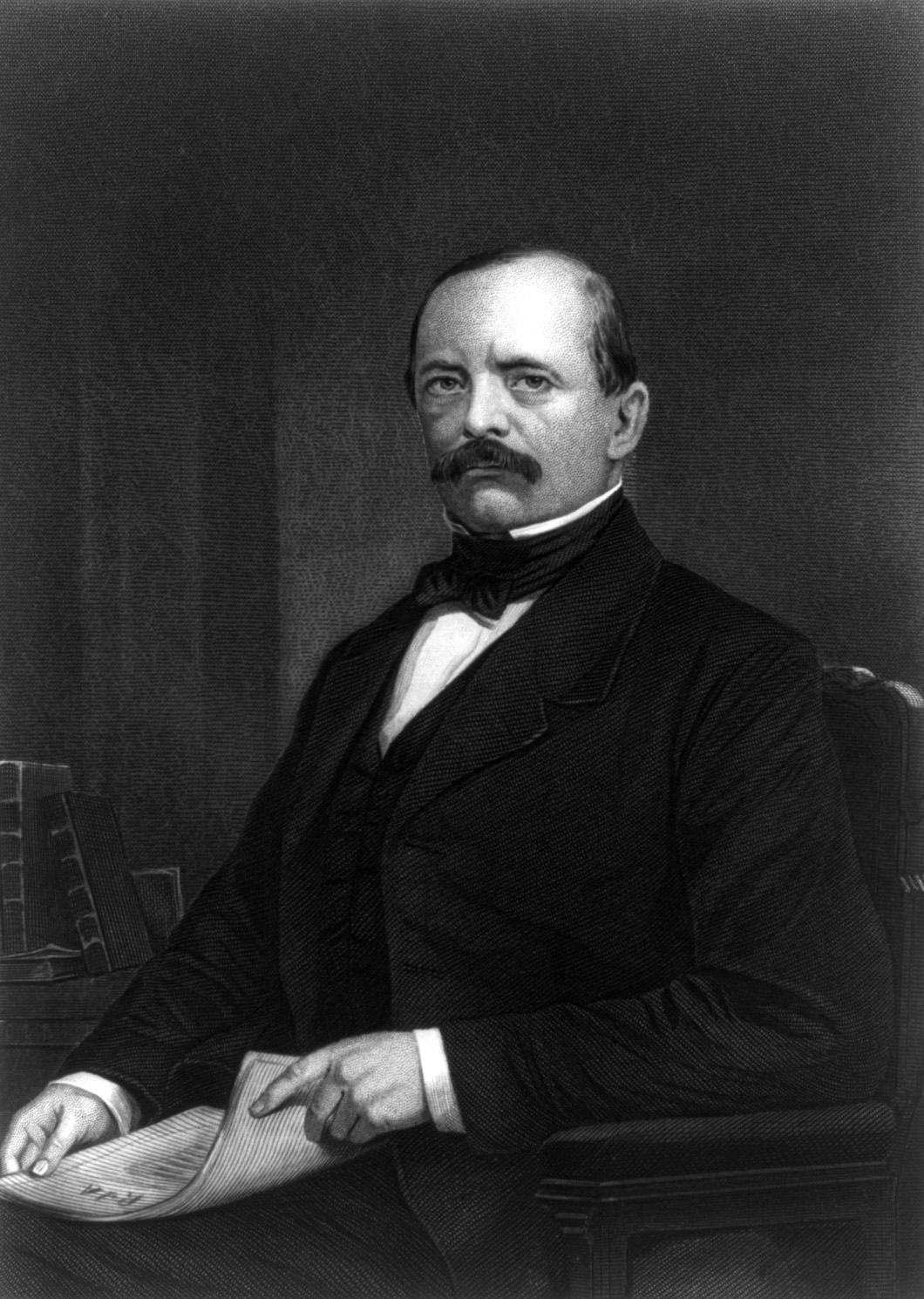
Otto von Bismarck en 1870

Las políticas internas de Bismarck jugaron un gran papel en la creación de una cultura política autoritaria en el Imperio. Menos preocupado por la política del poder después de la unificación continental en 1871, el gobierno semiparlamentario de Alemania llevó a cabo una revolución relativamente moderada, económica, política y social, dirigida desde arriba, que la llevó con el tiempo a convertirse en la principal potencia industrial de la época.
Los esfuerzos de Bismarck también iniciaron la nivelación de las enormes diferencias entre los Estados alemanes, que habían sido independientes en su evolución durante siglos, especialmente con la legislación.

#### Política exterior

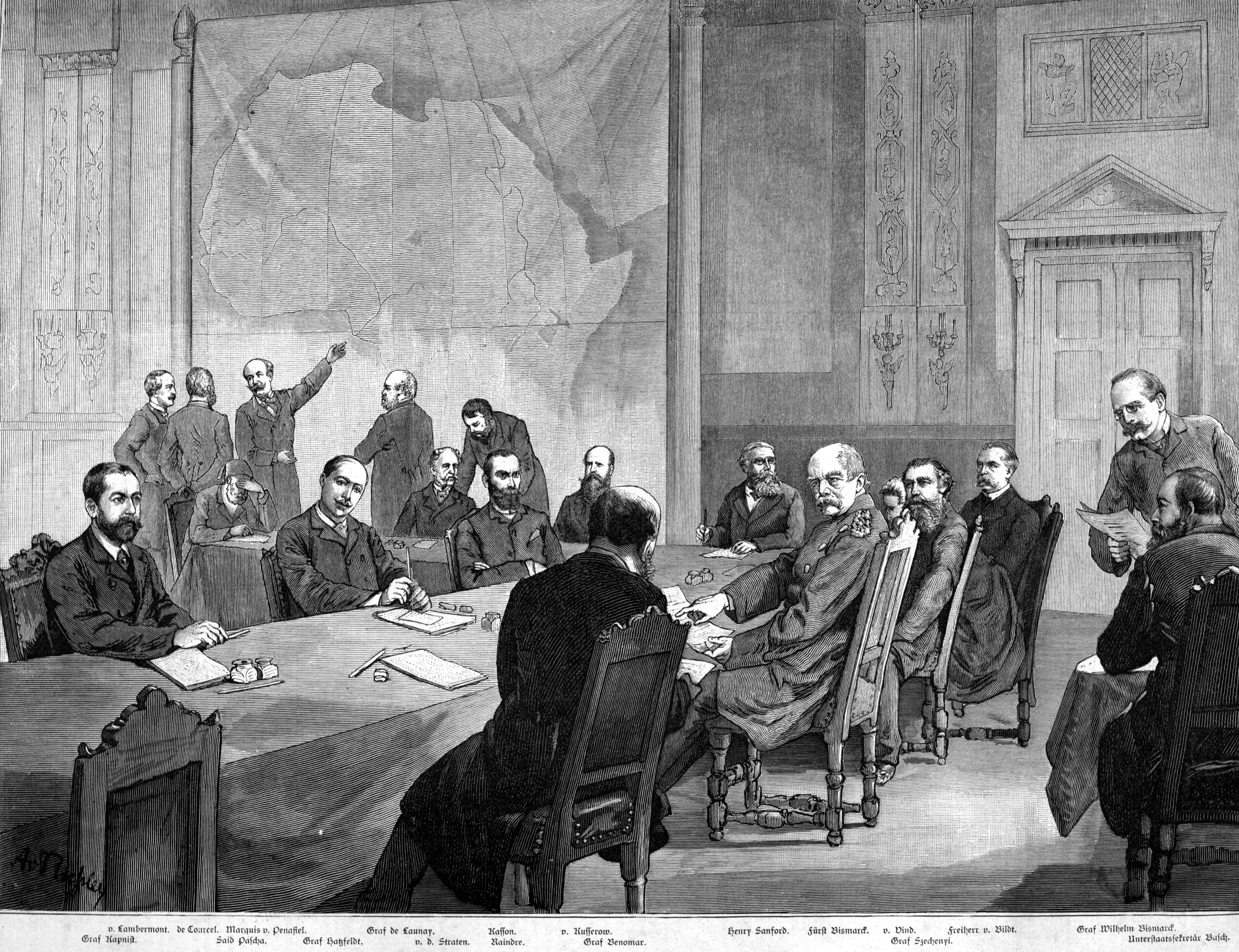
Bismarck en la Conferencia de Berlín, 1884

La política exterior de Bismarck después de 1871 fue conservadora y trató de mantener el equilibrio de poder en Europa. Su mayor preocupación era Francia, que quedó derrotada y resentida después de la guerra franco-prusiana. Como los franceses no tuvieron fuerzas para derrotar a Alemania por sí mismos, buscaron una alianza con Rusia, con la que atraparían a Alemania entre dos frentes en caso de una guerra (cosa que finalmente ocurrirá en 1914). Bismarck quería evitarlo a toda costa y mantener relaciones de amistad con los rusos, y formó una alianza con ellos y el Imperio austrohúngaro, el Dreikaiserbund (Liga de los Tres Emperadores).
Bismarck consiguió cierto número de posesiones coloniales para Alemania durante la década de 1880 en África y el Pacífico, pero dudaba del valor real de un imperio colonial de ultramar. Él y la mayoría de sus contemporáneos eran de mentalidad conservadora y centraban su atención en la política exterior con los países vecinos de Alemania. La mayor parte inversión exterior alemana fue a naciones en desarrollo como Rusia, que carecían del capital o de los conocimientos técnicos para industrializarse por sí mismas, y las colonias de Alemania se mantuvieron mal desarrolladas.

#### Economía

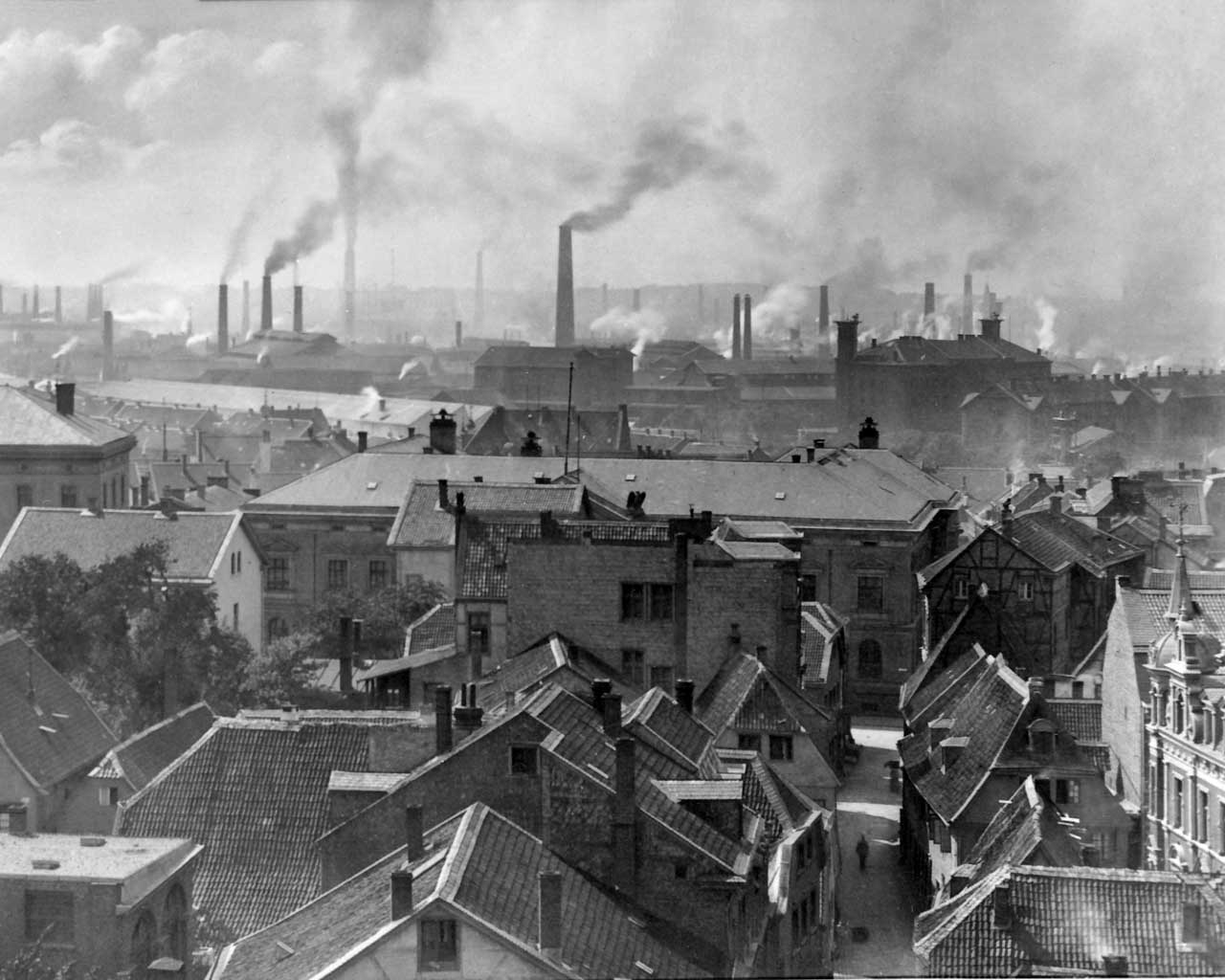
Fábricas de Krupp en Essen, hacia 1890

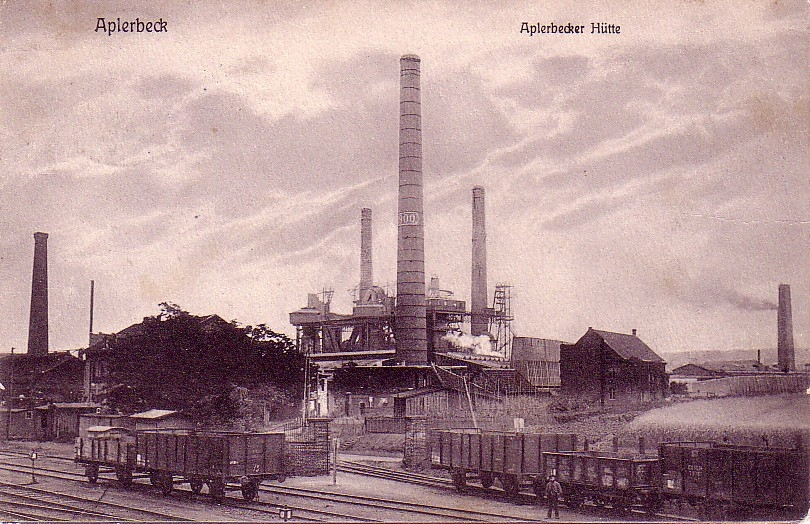
Industria alemana de alrededor de 1910

La industrialización progresó de forma dinámica en Alemania impulsada por subsidios y legislaciones gubernamentales. Los fabricantes alemanes comenzaron a captar los mercados domésticos de las importaciones británicas y también a competir con la industria británica en el extranjero, particularmente en los Estados Unidos. Al principio de la guerra franco-prusiana, los productos textiles y metalúrgicos alemanes habían superado a los del Reino Unido en organización y eficiencia técnica, y desplazado a los fabricantes británicos en el mercado interno. Alemania se convirtió en la potencia económica dominante en el continente y su proceso de industrialización se centró en la industria pesada, para dar sostenimiento de su red ferroviaria y apoyar el desarrollo de sus fuerzas militares.
Hacia el cambio de siglo, las industrias metalúrgicas y de ingeniería alemanas estaban produciendo en gran medida para el mercado de libre comercio del Reino Unido. En la época de la Primera Guerra Mundial (1914-1918), la economía alemana había cambiado el abastecimiento de su ejército con el equipo adecuado que se necesitaba para luchar en esta guerra. Esto incluyó la producción de fusiles (Mauser 98), pistolas (Luger P08), ametralladoras (Maxim), morteros (Minenwerfer) y varias otras piezas de artillería pesada y ligera. Además, la Alemania imperial fue líder en los sectores de la física y la química, de manera que un tercio de los Premios Nobel —Física, Química y Medicina— fueron entregados a inventores e investigadores alemanes.

#### Ideología
Después de lograr la unificación en 1871, Bismarck dedicó gran parte de su atención a la causa de la unidad nacional bajo la ideología del prusianismo. El conservadurismo católico activista y emancipador, conceptualizado por el giro conservador de la Iglesia católica bajo el papado de Pío IX y su dogma de la infalibilidad papal, así como el radicalismo de la clase trabajadora, representada por el naciente Partido Socialdemócrata (SPD), reaccionaron de muchas maneras ante la preocupación de dislocación de muy diferentes segmentos de la sociedad alemana, generada por una rápida transición de una economía agraria a una economía basada en el capitalismo industrial moderno bajo la tutela nacionalista. En tanto que una oposición firme ante católicos y socialistas se planteaba como fracasada, la aproximación de Bismarck mediante "El garrote y la zanahoria" logró una muy apaciguada oposición de ambos grupos.
La ideología de Bismarck se puede resumir en cuatro objetivos: la Kulturkampf, la reforma social, la unificación nacional y la Kleindeutschland.

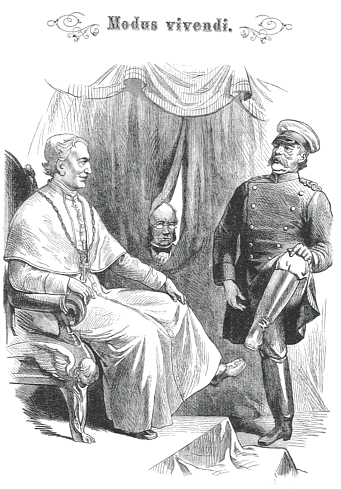
Modus vivendi: Otto von Bismarck y el papa León XIII, 18 de marzo de 1878

#### Kulturkampf
Tras la integración de los Estados católicos alemanes del sur y algunas zonas del este, el catolicismo, representado por el Partido de Centro, fue, aparentemente, la principal amenaza para el proceso de unificación. Las monarquías católicas del sur, provenientes de una base mucho más agraria y que respondían ante las filas de los campesinos, los artesanos, los gremios, el clero y los príncipes de los pequeños Estados con más frecuencia que sus contrapartes protestantes del norte, tenían al principio problemas para competir con la eficiencia industrial y la apertura del comercio exterior derivadas del Zollverein. Las instituciones católicas fueron obstruidas, y el gobierno de Bismarck luchó contra la influencia católica en la sociedad. Después de 1878, sin embargo, la lucha contra el socialismo uniría a Bismarck con el Partido de Centro Católico, poniendo fin a la Kulturkampf, que dio lugar a un fortalecimiento y no un debilitamiento del catolicismo en Alemania.

#### Reforma social
Para contener a la clase obrera y para debilitar la influencia de los grupos socialistas, durante la administración del canciller Bismarck se implementó el primer estado del bienestar del mundo. Bismarck se dio cuenta de que este tipo de políticas eran muy atractivas entre la población, ya que los trabajadores se vinculaban al Estado y al mismo tiempo se ajustaban muy bien con su carácter semiautoritario. Los sistemas de seguridad social implementados por Bismarck, como la atención a la salud en 1883, seguro de accidentes en 1884 y el seguro de invalidez y de vejez en 1889, eran en ese entonces los más eficientes del mundo.

#### Kleindeutschland

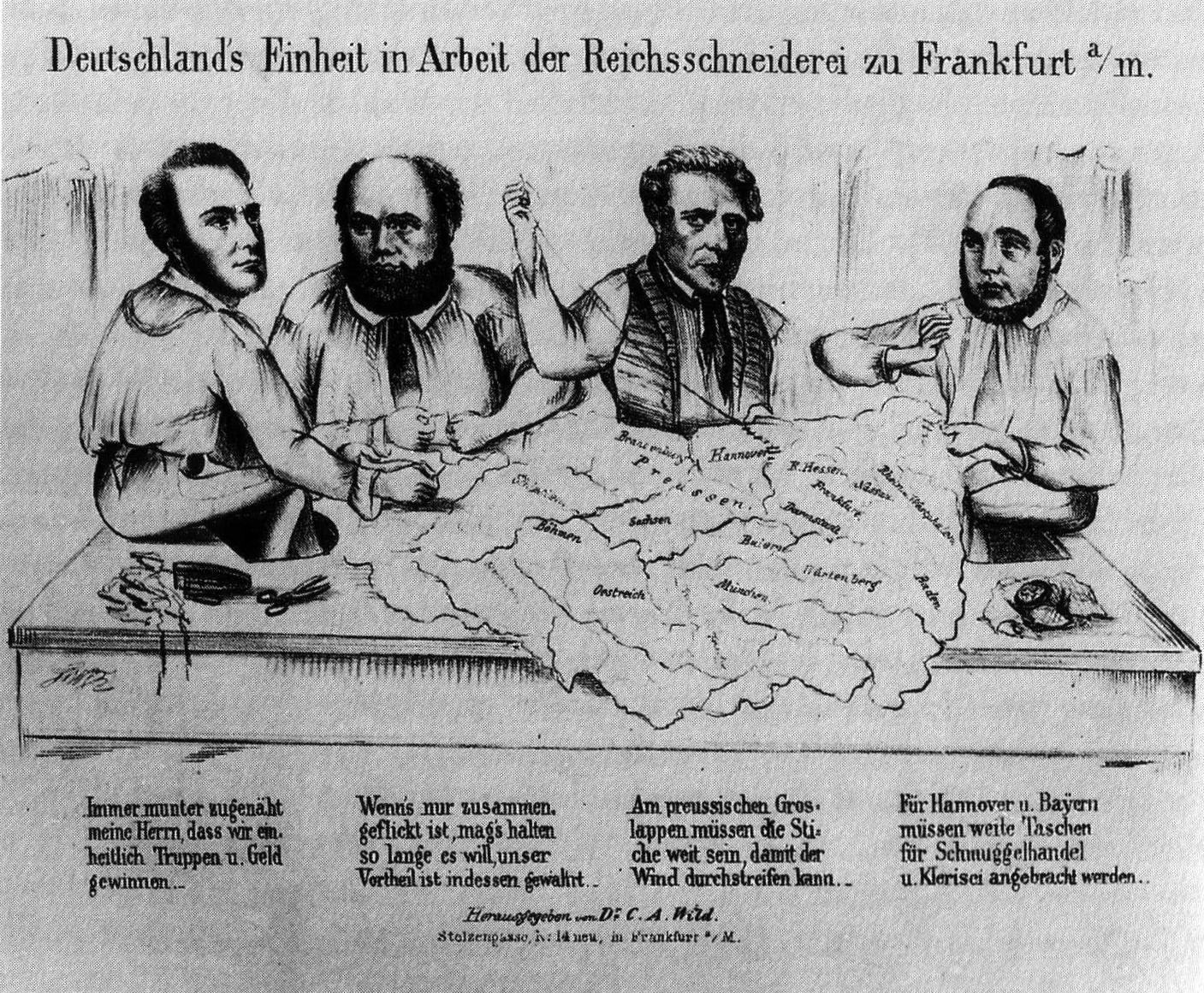
Propaganda de la Kleindeutschland, 1849

Durante el mandato de Bismarck se debatieron dos visiones de lo que el Imperio alemán debía incluir territorialmente. Una visión era la de una Großdeutschland (Gran Alemania), y la otra, preferida por Bismarck, era una Kleindeutschland (Alemania Menor). La Großdeutschland, propugnada especialmente por los liberales y los nacionalistas alemanes pangermánicos, era un concepto en el que Alemania debía ser un Estado que abarcara todos los territorios germánicos, incluyendo Austria (algunos de ellos defendieron incluir todo el territorio austrohúngaro y algunos solo querían las tierras de habla alemana). La Kleindeutschland era una idea expuesta por Bismarck y los conservadores de Prusia. Si bien el concepto de Kleindeutschland incluía a millones de no alemanes (principalmente polacos), sus seguidores pensaban que la incorporación de todos los territorios de Austria-Hungría daría lugar a la desestabilización del Estado alemán por el gran número de minorías étnicas presentes en el Imperio austrohúngaro. Además, los partidarios prusianos de la Kleindeutschland temían incluso la incorporación de los territorios de la Austria alemana, porque pensaban que se debilitaría el control de Prusia sobre la dirección de Alemania y se incrementaría sustancialmente el número de católicos en un Estado que ya había tenido tensiones entre los protestantes del norte y los católicos del sur, a los que el Estado quería asimilar. Por último, hubo escepticismo entre los prusianos en cuanto a la posibilidad de ejercer un control dinástico sobre los Habsburgo, habida cuenta del gran apoyo que seguían teniendo en los territorios austríacos, su historia como emperadores del Sacro Imperio (máxime con algunas corrientes nostálgicas manteniendo que el Reich Alemán de algún modo era la continuación de aquella entidad) y el hecho de que este linaje ya presidía la Confederación Germánica, y que fue precisamente este hecho uno de los desencadenantes de la guerra que puso fin a la confederación.

#### Germanización

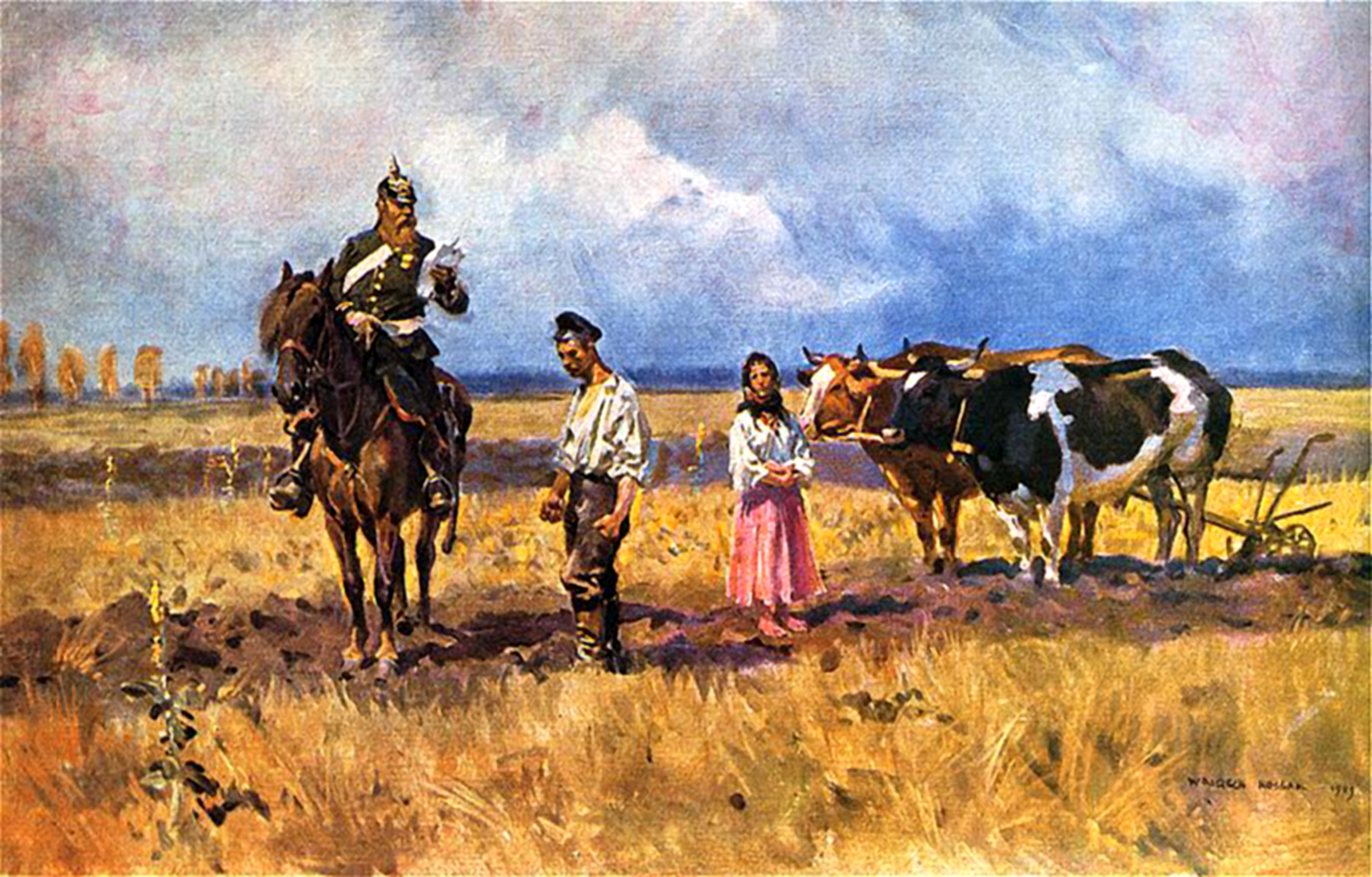
Deportaciones prusianas

Uno de los efectos de las políticas de unificación fue la de aumentar gradualmente la tendencia a eliminar el uso de las lenguas no alemanas en la vida pública, las escuelas y el ámbito académico, con la intención de presionar a la población no alemana a abandonar su identidad nacional o salir del país, en lo que se llamó "germanización". Las políticas estrictas de germanización tuvieron a menudo el efecto contrario, el de estimular la resistencia y de una mayor unidad en los grupos minoritarios.
Las políticas de germanización atacaron en particular a la importante minoría polaca, adquirida por Prusia en las particiones de Polonia. Se aprobaron leyes que negaban a los polacos el derecho de construir viviendas en los territorios adquiridos en las particiones de Polonia, restringían el derecho a hablar en polaco en las reuniones públicas, y en 1908 se aprobó una ley para permitir la expulsión de los polacos de sus casas. Esta última ley fue ejecutada solo en 4 casos y sirvió más como una amenaza, pero todas estas medidas condujeron a un alejamiento de los polacos de las autoridades alemanas. En 1885 se creó una Comisión de Liquidación, financiada por el gobierno, con la misión de distribuir tierras de propiedad polaca entre los colonos alemanes. Sin embargo, los polacos fundaron una organización propia para defenderse de la Comisión y los asentamientos alemanes. En la década de 1880, las autoridades alemanas organizaron la expulsión en masa de unos 24 000 polacos que no tenían la ciudadanía alemana a la Polonia del Congreso. Este acto fue duramente criticado por partidos de izquierda y el mismo Bismarck era escéptico al respecto, pero estaba preocupado por los posibles "elementos revolucionarios" presentes entre los polacos de la Polonia del Congreso. Asociaciones polacas intentaron luchar por sus derechos, sin éxito, y aunque se eligieron diputados polacos para el Reichstag, representando de manera proporcional a la minoría polaca, eran mucho más numerosos los representantes alemanes, la mayoría hostiles a su causa. En resumen, las leyes antipolacas no tuvieron un gran efecto, sobre todo en la provincia de Posen, donde la población de habla alemana se redujo de un 42,8 % en 1871 a un 38,1 % en 1905, a pesar de todos los esfuerzos.

#### Leyes antisocialistas
Las leyes antisocialistas (Sozialistengesetze; oficialmente denominadas Gesetz gegen die gemeingefährlichen Bestrebungen der Sozialdemokratie, «Ley contra las Aspiraciones Socialdemócratas que Suponen un Peligro Público») fueron una serie de leyes que el Reichstag sancionó entre el 19 de octubre de 1878 y marzo de 1881. Fueron reformadas y ampliadas en cuatro oportunidades, la última en 1888. Se promulgaron como consecuencia de los atentados fallidos de Max Hödel y Karl Nobiling contra Guillermo I de Alemania para contrarrestar la creciente fuerza del Partido Socialdemócrata de Alemania (SPD, llamado SAP en ese momento), acusado de inspirar aquellos hechos.
Aunque la ley no ilegalizó el SPD, pretendía paralizar su actividad por diversos medios. La prohibición de cualquier grupo o reunión cuyos objetivos fueran difundir los principios socialdemócratas, la proscripción de los sindicatos y el cierre de cuarenta y cinco periódicos son ejemplos de este tipo de represión. El partido eludió estas medidas haciendo que sus candidatos se presentaran como independientes, publicando sus escritos desde fuera de Alemania y difundiendo los puntos de vista socialdemócratas solamente mediante la publicación de las transcripciones de los discursos de los diputados del Reichstag, indemnes a la censura.

#### Ley

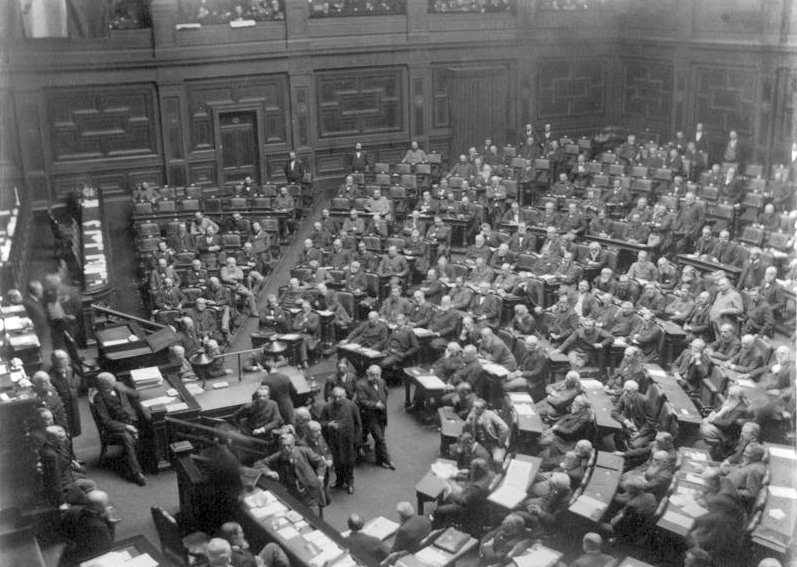
El Reichstag en 1889

La historia jurídica fue completamente diferente y los sistemas judiciales que se plantearon generaron enormes complicaciones, especialmente para el comercio nacional. Aunque la confederación ya había aprobado un código comercial común en 1861 (el cual fue adaptado para el Imperio y, con grandes modificaciones, sigue vigente hoy en día), en otros órdenes hubo poca similitud en las leyes.
En 1871, se introdujo un Código Penal común (Reichsstrafgesetzbuch), en 1877 se establecieron procedimientos judiciales comunes (Gerichtsverfassungsgesetz), procedimientos civiles (ZPO) y procedimientos penales (Strafprozessordnung). En 1873 se modificó la Constitución para permitir que el Imperio sustituyese los diversos y muy diferentes códigos civiles estatales por uno solo; por ejemplo, algunas partes de Alemania que habían sido ocupadas por la Francia napoleónica habían adoptado el Código Civil francés, mientras que en Prusia el Allgemeines Preußisches Landrecht de 1794 estaba todavía en vigor. En 1881 se estableció la primera comisión para crear un Código Civil común para todo el imperio, un enorme esfuerzo que produciría el Bürgerliches Gesetzbuch (BGB), posiblemente una de las obras jurídicas más impresionantes del mundo, que se llevó a término, finalmente, entrando en vigor el 1 de enero de 1900. Se dice mucho de la calidad conceptual de estas codificaciones, las cuales, aunque con numerosas enmiendas, siguen vigentes hoy en día.

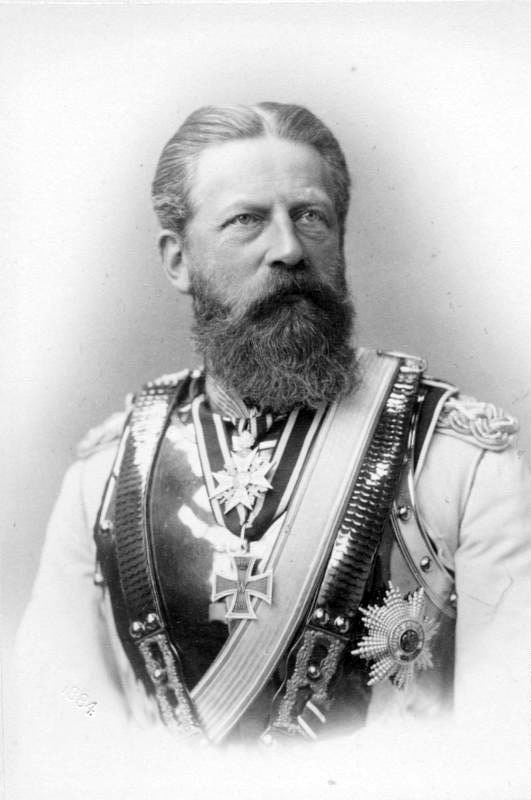
Federico III fue Káiser durante 99 días, 9 de marzo-15 de junio de 1888

### El año de los tres káiseres
El 9 de marzo de 1888, Guillermo I murió poco antes de su 91.er cumpleaños, dejando a su hijo Federico III como nuevo emperador. Federico III era un liberal y un admirador de la constitución británica, mientras que sus lazos con Gran Bretaña fueron reforzados aún más con su matrimonio con la princesa Victoria, hija mayor de la reina Victoria. Con su ascenso al trono, muchos esperaban que el reinado de Federico III daría lugar a una liberalización del Reich y a una mayor influencia del Parlamento sobre el proceso político. El despido de Robert von Puttkamer, el conservador ministro del Interior de Prusia, el 8 de junio, fue una señal en la dirección esperada y un golpe a la administración de Bismarck.
Sin embargo, en el momento de su ascensión al trono, Federico III había desarrollado un cáncer de laringe incurable, que le había sido diagnosticado el 12 de noviembre del año anterior por el médico británico Morell Mackenzie. Federico falleció el día 99 de su gobierno, el 15 de junio de 1888. La muerte de Federico III llevó a la instauración de su hijo Guillermo II como emperador. Debido a la rápida sucesión de estos tres monarcas, 1888 se conoce como el Año de los Tres Emperadores (Káiseres) (en alemán: Dreikaiserjahr).

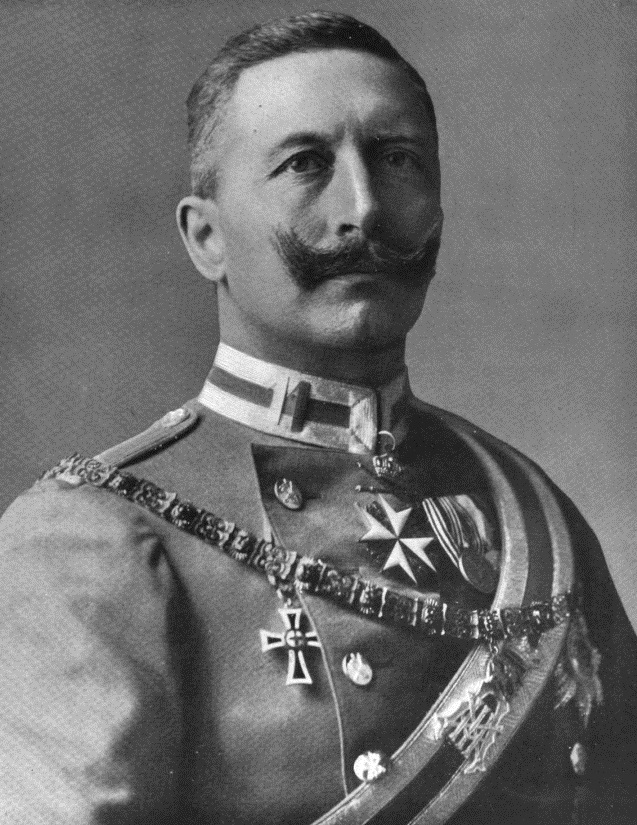
Fotografía del káiser Guillermo II en 1905

### La era Guillermina

#### La nueva legitimación del trono y la dimisión de Bismarck
Guillermo II pretendió legitimar nuevamente la importancia del trono imperial en una época en que otras monarquías de Europa iban paulatinamente entregando el poder efectivo a gobiernos con respaldo parlamentario. Esta decisión llevó al Káiser a un conflicto con Bismarck. Bismarck tenía la esperanza de controlar a Guillermo II como había controlado a su abuelo, pero el emperador quería ser el amo en su propia casa, y había numerosos aduladores diciéndole que Federico II el Grande no habría sido tan grande con Bismarck a su lado.
Una diferencia importante entre Guillermo II y Bismarck eran sus enfoques en el manejo de las crisis políticas, especialmente en 1889, cuando los mineros del carbón alemanes se declararon en huelga en la Alta Silesia. Bismarck exigió que el ejército alemán fuese enviado para aplastar la huelga, pero Guillermo II rechazó esta medida autoritaria, respondiendo: No quiero manchar mi reinado con la sangre de mi pueblo. En lugar de emplear la represión, Guillermo II hizo que siguieran adelante las negociaciones con una delegación enviada a los mineros del carbón y que consiguió que terminara la huelga sin violencia. El estilo de gobierno de Bismarck había consistido siempre en que solo él podía salvar al Reich durante una crisis, y ahora tenía la intención de utilizar la huelga para provocar una crisis tan grave que tendría que establecerse como dictador. Este fue el comienzo de una ruptura entre Guillermo II y Bismarck. Bismarck desafió a Guillermo II en las demandas de un mayor poder mediante la formación de coaliciones políticas con partidos políticos que Guillermo II no apoyaba. La relación díscola terminó después de que Guillermo II y Bismarck tuvieran una disputa, y Bismarck renunció días después, en marzo de 1890.
Con la salida de Bismarck como canciller, Guillermo II se convirtió en el líder dominante de Alemania. A diferencia de su abuelo, Guillermo I, quien se había mostrado satisfecho con el manejo de los asuntos de gobierno por el canciller, Guillermo II quería estar activo en los asuntos de Alemania y quería ser un jefe efectivo, no una figura ornamental. Guillermo II se convirtió en uno de los principales actores del plano internacional a principios del siglo XX, reconocido por su agresiva política exterior y errores estratégicos, que empujó al Imperio alemán a un relativo aislamiento político y más tarde a la Primera Guerra Mundial.

#### Política interior
|                                              | 1890 | 1893 | 1898 | 1903 | 1907 | 1912 |
| -------------------------------------------- | ---- | ---- | ---- | ---- | ---- | ---- |
| Conservadores                                | 73   | 72   | 56   | 54   | 60   | 43   |
| Conservadores liberales                      | 20   | 28   | 23   | 21   | 24   | 14   |
| Liberales nacionalistas                      | 42   | 53   | 46   | 51   | 54   | 45   |
| Liberales de izquierdas (DFP, FvP, FVg, FVP) | 66   | 37   | 41   | 30   | 42   | 42   |
| Centro                                       | 106  | 96   | 102  | 100  | 105  | 91   |
| Socialdemócratas                             | 35   | 44   | 56   | 81   | 43   | 110  |
| Minorías                                     | 38   | 35   | 34   | 32   | 29   | 33   |
| Antisemitas                                  | 5    | 16   | 13   | 11   | 22   | 10   |
| Partido del Pueblo Alemán                    | 10   | 11   | 8    | 6    | 7    |      |
| Especiales                                   | 2    | 5    | 18   | 11   | 11   | 9    |

Bajo Guillermo II, Alemania ya no tenía cancilleres fuertes gobernando durante mucho tiempo como Bismarck. Los cancilleres nuevos tenían dificultades en el desempeño de sus funciones, especialmente en su función adicional como ministro-presidente de Prusia que se les asignaba en la Constitución alemana. Las reformas hechas por el canciller Caprivi en lo relativo a la liberalización del comercio provocaron una reducción del desempleo y fueron apoyadas por el Káiser y muchos alemanes, a excepción de los terratenientes prusianos, que temían perder su poderío y sus tierras, los cuales lanzaron campañas contra Caprivi para protestar contra las reformas.
Mientras los aristócratas prusianos desafiaron las exigencias de un Estado unido de Alemania, en la década de 1890 una serie de organizaciones rebeldes se crearon para desafiar la autoritaria, conservadora y militarista política prusiana, que fue inculcada en el país. Algunos educadores actuaron en contra de las escuelas alemanas estatales, donde se enseñaba la educación militar, y crearon sus propias escuelas independientes con mentalidad liberal que alentaron el individualismo y la libertad. Sin embargo, las escuelas de la Alemania imperial tenían un nivel muy alto e innovaciones modernas. Los artistas comenzaron con el arte experimental en oposición a las demandas de Guillermo II por el arte tradicional. Al mismo tiempo, surgió una nueva generación de productores y productoras culturales. La oposición más peligrosa para la monarquía la representaba el recién formado Partido Socialdemócrata de Alemania (SPD) en la década de 1890 que abogaba por el marxismo.
Guillermo II, a diferencia de Bismarck, dejó a un lado las diferencias con la Iglesia católica y dirigió las energías del gobierno para oponerse al socialismo a toda costa. Esta política fracasó cuando los socialdemócratas consiguieron un tercio de los votos en las elecciones de 1912 en el Reichstag (Parlamento imperial) y se convirtieron en el mayor partido político en Alemania. El gobierno quedó en manos de una sucesión de coaliciones conservadoras con el apoyo de los liberales de derecha y de clérigos católicos, las cuales dependían en gran medida de estar a favor del Káiser.
Durante la Primera Guerra Mundial, en 1916, al Káiser se le atribuyeron poderes similares a los de una dictadura, que él delegó en dos hombres, el líder de Alto Mando alemán, y futuro presidente de Alemania, el mariscal de campo, Paul von Hindenburg, y el Generalquartiermeister Erich Ludendorff. Hindenburg había asumido el papel de comandante en jefe, nombrado por el Káiser, y Ludendorff era de hecho el verdadero Jefe del Estado Mayor. El propio Káiser ya no era visto por los alemanes como una figura monolítica de héroe, mientras que Hindenburg y Ludendorff eran considerados como verdaderos líderes heroicos de la nación. El Káiser siguió siendo una figura emblemática los dos años restantes de la guerra hasta su abdicación en 1918.

#### Política exterior y colonialismo

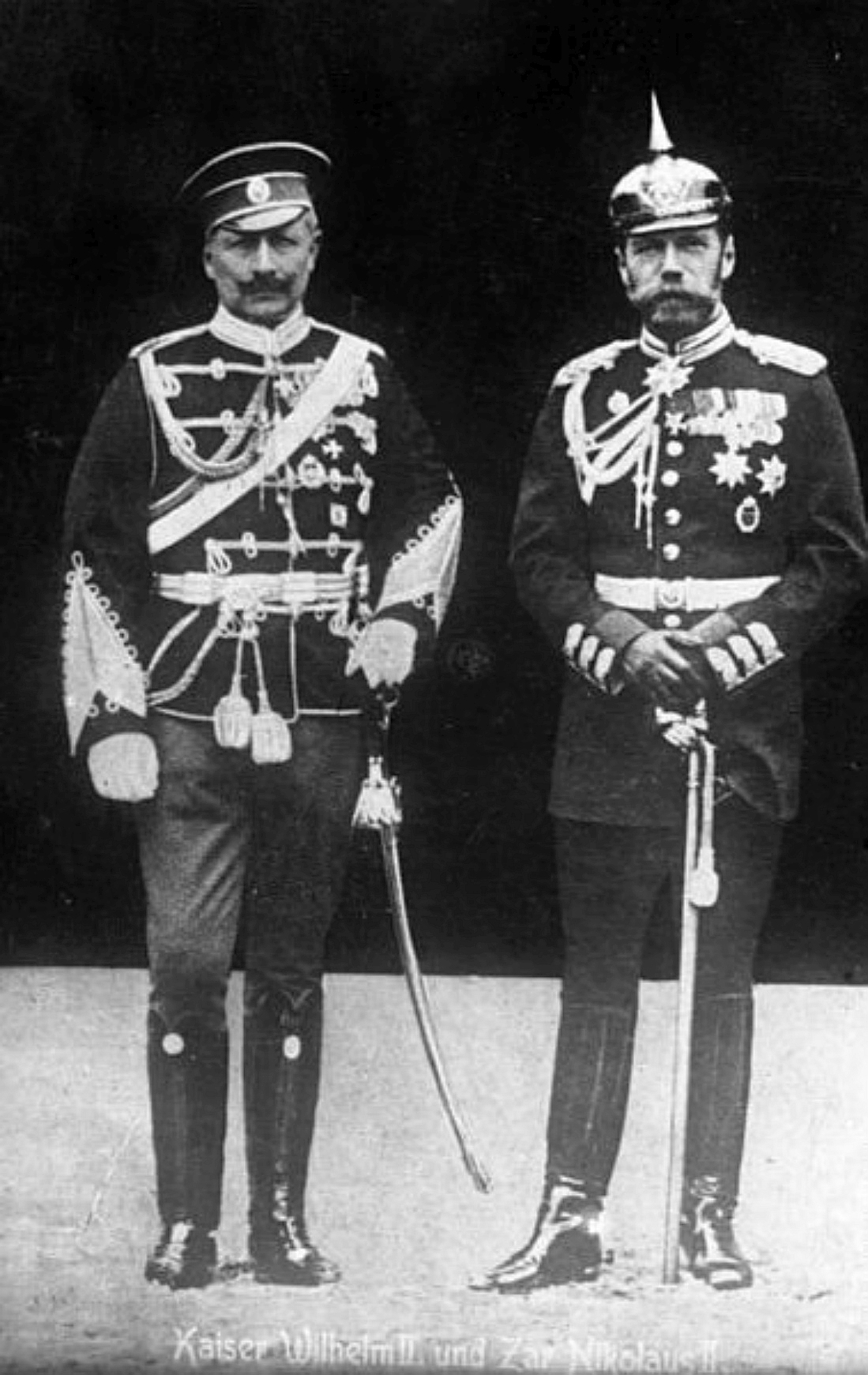
Nicolás II (der) con Guillermo II (izq) en 1905, tienen las vestimentas intercambiadas

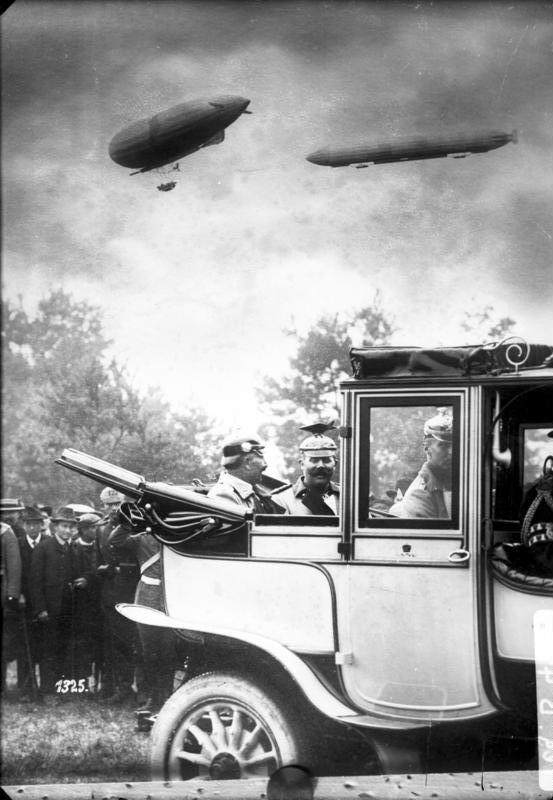
Guillermo II con el Archiduque Francisco Fernando de Austria en 1912

Guillermo II quería que Alemania tuviese su "lugar bajo el sol". Con los fabricantes y comerciantes alemanes ya actuando en todo el mundo, alentó a los esfuerzos coloniales en África y el Pacífico ("nuevo imperialismo"), en lo esencial para que el Imperio alemán estuviera a la altura de otras potencias europeas en el resto de los territorios "no reclamados". Alemania adquirió África del Sudoeste Alemana (actual Namibia), Kamerún (Camerún), Togolandia y África Oriental Alemana (la parte continental de la actual Tanzania). Las islas se obtuvieron en el Pacífico mediante compras y tratados internacionales, así como con un contrato de arrendamiento por 99 años para el territorio de Kiautschou en el noreste de China. Solo Togolandia y la Samoa alemana (después de 1908) se convirtieron en autosuficientes y rentables, el resto de los territorios necesitaron los subsidios de Berlín, que se dedicaron para construir una infraestructura con sistemas escolares, hospitales y otras instituciones.
Los esfuerzos coloniales fueron tratados con desprecio en un principio por Bismarck, se diseñó una política exterior eurocéntrica como lo demuestran los acuerdos firmados durante su mandato en el cargo. Dado que Alemania era una recién llegada a la colonización, se produjeron en varias ocasiones conflictos con las potencias coloniales establecidas. Insurrecciones indígenas en los territorios alemanes se convirtieron en material de impresión eventual, especialmente en el Reino Unido; los poderes establecidos se habían ocupado de sus levantamientos décadas antes, a menudo brutalmente, y habían instalado controles de empresas para ese entonces. El Levantamiento de los bóxers en China, con el patrocinio más tarde de las autoridades chinas, tuvo su inicio en la provincia de Shandong, en parte porque Alemania, como colonizadora en Kiautschou, fue la única potencia que no había probado su poder y que solo estuvo dos años en escena. Cuando Guillermo II habló durante la ceremonia de partida para los contingentes alemanes de las fuerzas de liberación de ocho países en China, una improvisada, pero inoportuna referencia a los invasores hunos de la Europa continental, fue después resucitada por la propaganda británica para burlarse de Alemania durante la Primera Guerra Mundial.
Con la compra de África del Sudoeste, los colonos alemanes se animaron a cultivar la tierra en poder de los hereros y los namas. Las tierras tribales de los hereros y namas fueron utilizadas para diversas explotaciones (como los británicos habían hecho antes en Rodesia), incluyendo la agricultura, la ganadería y la minería de minerales y diamantes. En 1904 los hereros y namas se rebelaron contra los colonizadores en el suroeste de África, matando a familias campesinas, trabajadores y funcionarios. En respuesta a los ataques, se enviaron tropas alemanas para sofocar la rebelión que luego dio lugar a un genocidio de hereros y namas. En total, unas 75 000 personas (el 70 % del total de la población herera y el 50 % del total de la población nama) fueron aniquilados. El comandante de la expedición punitiva, el general Lothar von Trotha, fue relevado al momento y reprendido por las crueldades cometidas. Estos hechos han sido calificados a veces como "el primer genocidio del siglo XX" y condenados oficialmente por las Naciones Unidas en 1985. En 2004, tuvo lugar una disculpa formal por parte de un ministro del gobierno de la República Federal Alemana.
En dos ocasiones, pareció inevitable un conflicto franco-alemán por el destino de Marruecos.

##### Oriente Medio

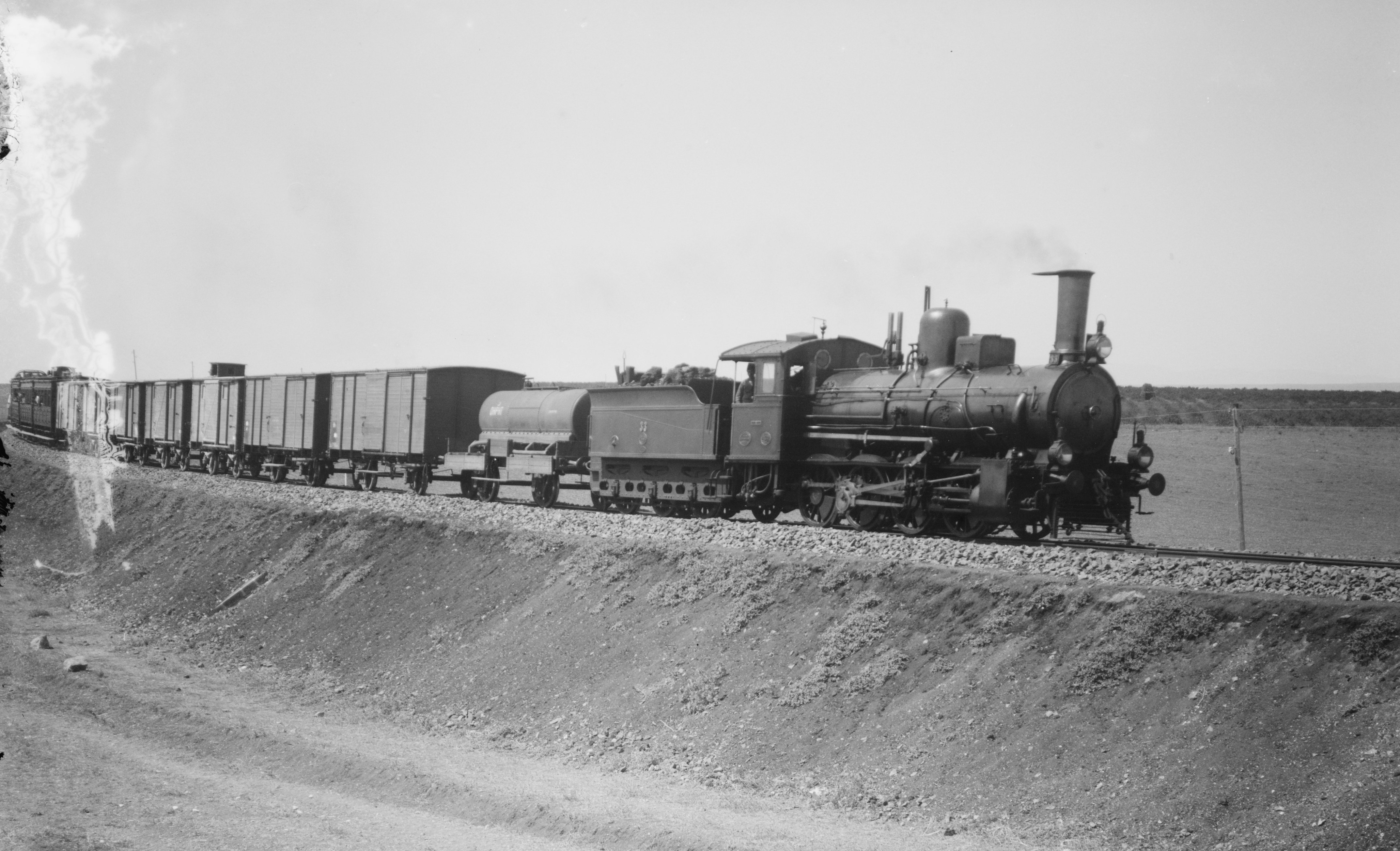
El ferrocarril de Bagdad hacia 1910

Con el respaldo financiero del Deutsche Bank, el ferrocarril de Bagdad se construyó en colaboración con el Imperio otomano con la intención de afianzarse en el Oriente Medio. En una entrevista con Guillermo II en 1899, Cecil Rhodes había intentado convencer al Káiser de que el futuro del Imperio alemán en el extranjero residía en el Oriente Medio y no en África. La construcción del ferrocarril de Bagdad desde 1900 hasta 1911 fue apoyada inicialmente por el Reino Unido. Sin embargo, con el paso del tiempo, los británicos vieron cada vez más a Alemania como un competidor vigoroso en la región que creían que solo ellos debían dominar y exigieron reducciones de personal, a una cuadra a la expansión del ferrocarril en 1911, lo que se allanó a la demanda por parte de Alemania y del Imperio otomano.

##### Europa del Este

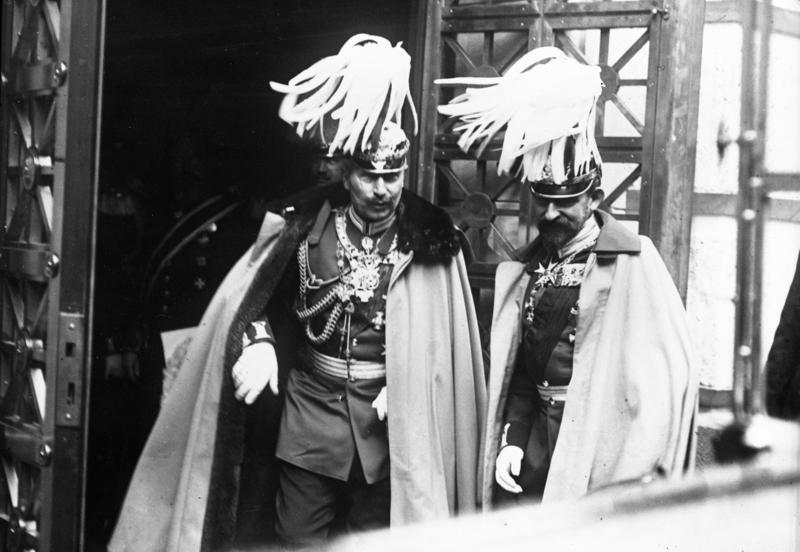
Guillermo II con el rey Carlos I de Rumanía en 1914

Las actitudes alemanas y la falta de atención prestada a los tratados diseñados por Bismarck, así como el apoyo de Alemania a su aliada Austria-Hungría en la ocupación de Bosnia y Herzegovina en 1908, hicieron que las relaciones diplomáticas se deteriorasen con la Rusia imperial y se disipara una posible alianza con el Reino Unido. En 1914, la errática política exterior dejó a Alemania aislada y solo con Austria-Hungría como verdadera aliada. El Reino de Italia siguió siendo un aliado solo pro forma, y este vio más beneficio en entrar en alianzas finalmente adquirir el territorio, en gran parte de habla alemana, del sur del Tirol de Austria-Hungría en un futuro conflicto, lo que realmente ocurrió.

### Primera Guerra Mundial y final del imperio

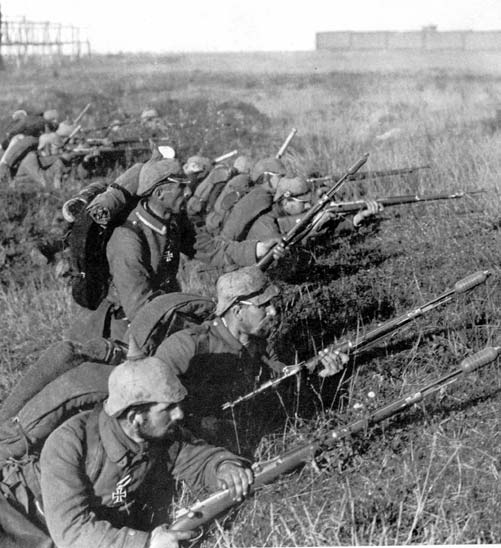
Soldados alemanes en la batalla del Marne

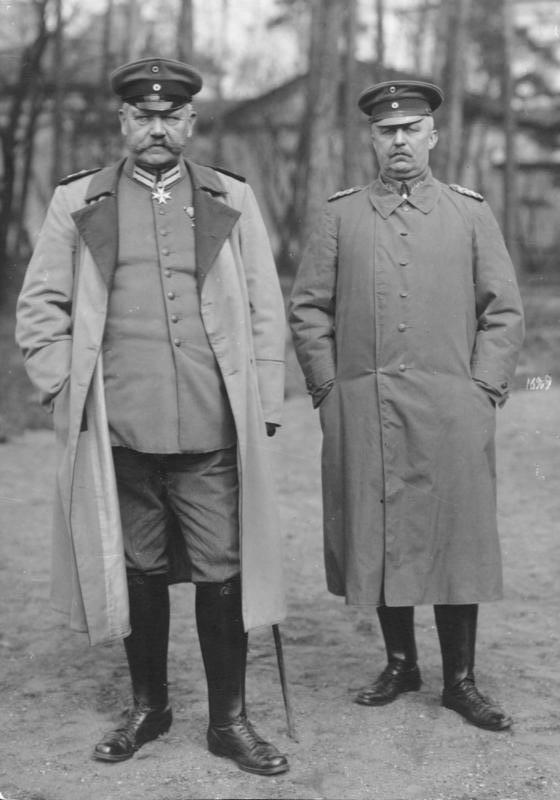
Paul von Hindenburg y Erich Ludendorff en 1916

Fronteras impuestas por Alemania a Rusia en el tratado de paz de Brest-Litovsk

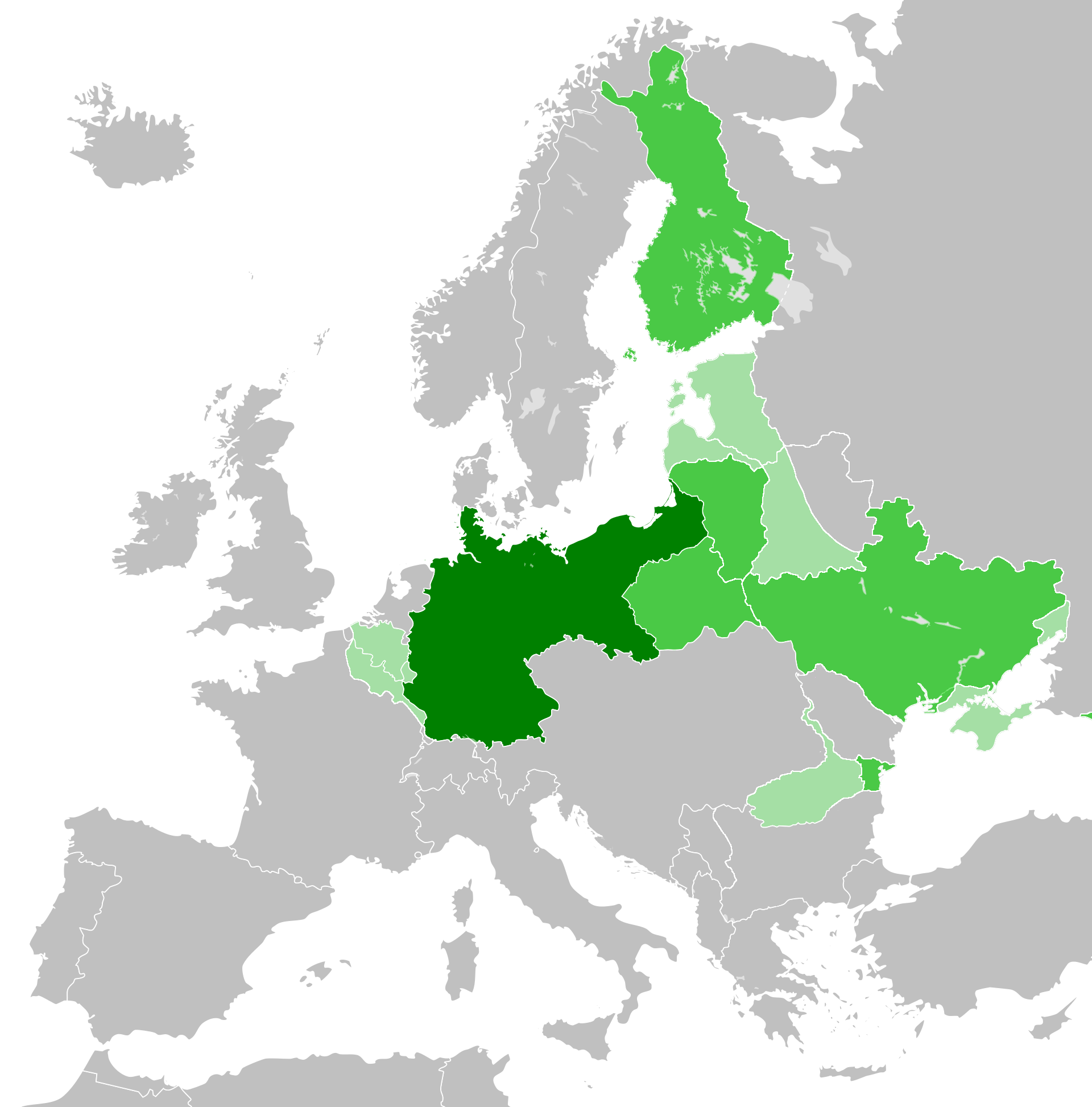
El Imperio alemán, territorios ocupados y estados clientes hacia el final de la Primera Guerra Mundial, septiembre de 1918
Imperio alemán (1871-1918)
Estados satélite (1917-1918)
Territorios ocupados (1914-1918)

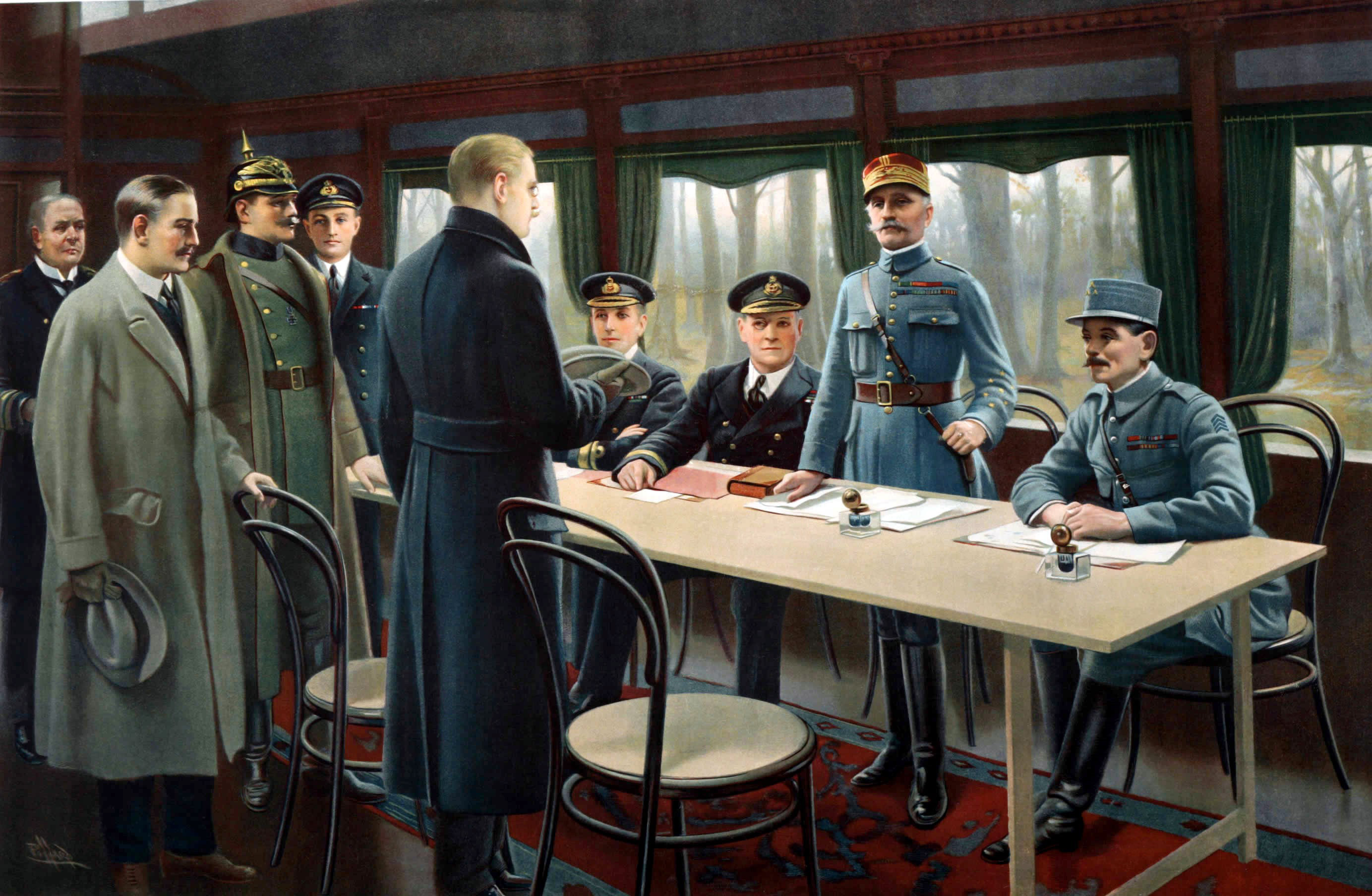
Firma del armisticio

Tras el asesinato del archiduque Francisco Fernando de Austria por el serbio de Bosnia, Gavrilo Princip, el Káiser Guillermo II ofreció al emperador austrohúngaro, Francisco José I, apoyo completo para los planes de Austria-Hungría de invadir el Reino de Serbia, que fue la nación a la que Austria-Hungría culpó del asesinato. En medio de la Crisis de julio, este apoyo incondicional fue llamado "cheque en blanco" por los historiadores. La interpretación posterior, por ejemplo en la Conferencia de Paz de Versalles, era que este "cheque en blanco" dio un permiso de agresión austrohúngara, independientemente de las consecuencias diplomáticas, por lo que Alemania era responsable del inicio de la guerra, o al menos de provocar un conflicto más amplio.
Alemania comenzó la guerra afectando a su principal rival, Francia. Alemania vio a Francia como su principal peligro en el continente europeo, ya que se podría movilizar mucho más rápido que Rusia y rodear el núcleo industrial de Alemania, en Renania. A diferencia del Reino Unido y Rusia, los franceses estaban involucrados principalmente en la guerra de venganza contra Alemania, en particular, por la pérdida de Francia de Alsacia-Lorena, que fue dada a Alemania en 1871 mediante el Tratado de Fráncfort. El alto mando alemán sabía que Francia reuniría sus fuerzas para entrar en Territorio Imperial de Alsacia y Lorena. Alemania no quería arriesgarse a largas batallas a lo largo de la frontera con Francia y en su lugar adoptó el Plan Schlieffen, una estrategia militar encaminada a paralizar Francia con la invasión de Bélgica y Luxemburgo, encaminando las tropas hacia París y cercar y aplastar a las fuerzas francesas a lo largo de la frontera franco-alemana, en una victoria rápida. Después de derrotar a Francia, Alemania haría un ataque contra Rusia. El plan requirió la violación de la neutralidad oficial de Luxemburgo y Bélgica. Al principio, el ataque fue un éxito: el ejército alemán arrasó desde Bélgica y Luxemburgo, y estaban casi en París, en el cercano río Marne. Sin embargo el ejército francés opuso una fuerte resistencia para defender su capital en la Batalla del Marne que hizo que el ejército alemán se retirase.
Las secuelas de la batalla del Marne fue un punto muerto desde hacía mucho tiempo entre el ejército alemán y los aliados, con el uso de las trincheras en la guerra. Otros intentos de romper más en Francia fracasaron en las dos batallas en Ypres con enormes bajas. El jefe del estado mayor alemán, Erich von Falkenhayn, decidió romper con el Plan Schlieffen y se centró en una guerra de desgaste contra Francia. Falkenhayn dirigió las tropas a la antigua ciudad de Verdún, porque Verdún había sido una de las últimas ciudades de resistir contra el ejército alemán en 1870, y Falkenhayn sabía que por cuestión de orgullo nacional, los franceses harían cualquier cosa para asegurarse de que no se perdiese Verdún. Falkenhayn previó que, con tácticas adecuadas, las bajas francesas serían mayores que las de los alemanes y que el compromiso continuo de las tropas francesas de Verdún haría que el ejército francés "sangrase en blanco" y para luego permitir que el ejército alemán entrase en Francia con facilidad. En 1916, la batalla de Verdún comenzó, con las posiciones francesas en Verdún bajo constante bombardeo y ataques con gas venenoso y teniendo grandes bajas en el ataque de las fuerzas alemanas en una abrumadora cantidad. Sin embargo Falkenhayn falló en la predicción de una mayor proporción de franceses muertos, que resultó ser errónea. Con la sustitución de Falkenhayn por Erich Ludendorff y ningún éxito en la batalla de Verdún, el ejército alemán se retiró en diciembre de 1916.
Mientras el frente occidental era un callejón sin salida para el ejército alemán, el frente del este demostró ser un gran éxito. Estaba mal organizado y el suministro del ejército ruso falló, lo que hizo que los ejércitos austrohúngaro y alemán avanzasen firmemente hacia el este. Los alemanes se beneficiaron de la inestabilidad política en Rusia y el deseo de poner fin a la guerra. En 1916, el gobierno alemán permitió al líder bolchevique de la Rusia comunista, Vladimir Lenin, viajar a través de Alemania desde Suiza a Rusia. Alemania creyó que si Lenin podría crear más inestabilidad política, Rusia ya no sería capaz de continuar su guerra con Alemania, permitiendo que el ejército alemán se concentrarse totalmente en el frente occidental.
En 1917, el zar fue derrocado del trono en Rusia y más tarde un gobierno bolchevique fue creado bajo la dirección de Lenin. Frente a la oposición política a los bolcheviques, Lenin decidió poner fin a la campaña de Rusia contra Alemania, Austria-Hungría, el Imperio otomano, y el Reino de Bulgaria con el fin de reorientar su energía a la eliminación de la disidencia interna. En 1918, en el Tratado de Brest-Litovsk, el gobierno bolchevique dio a Alemania y al Imperio otomano un arreglo territorial enorme a cambio de poner fin a la guerra en el frente oriental. Este acuerdo incluyó todas las naciones bálticas de hoy en día (Estonia, Letonia y Lituania) que fueron entregadas a la autoridad de ocupación alemana, también se les dio Ober-Ost, Bielorrusia y Ucrania. Como resultado, Alemania había logrado al fin la tierra que quiso a lo largo de mucho tiempo, la "Mitteleuropa", y ahora podía centrarse plenamente en la destrucción de los aliados en el frente occidental.
En el ámbito colonial, los resultados alemanes fueron mixtos. Gran parte de las colonias de Alemania fueron reducidas por los ejércitos británicos y franceses, sin embargo, en el África Oriental Alemana, una impresionante campaña fue emprendida por el líder del ejército colonial allí, el general Paul von Lettow-Vorbeck, que se mantendría largo tiempo respetado como un comandante militar, y después por los nativos Askaris, a quienes gobernó. Lettow-Vorbeck utilizó ataques de guerrilla contra las fuerzas británicas en Kenia y Rodesia, así como invasores portugueses de Mozambique para dar a sus fuerzas nuevos suministros y para recoger a más reclutas Askaris. A su regreso a Alemania, en marzo de 1919, Lettow-Vorbeck condujo a sus soldados repatriados a través de la decorada Puerta de Brandeburgo en Berlín, dando a la nación derrotada su único desfile de la victoria.
A pesar del éxito en el frente oriental en 1918, Alemania no estaba haciendo progresos en el frente occidental por tres razones. El agotamiento fue la primera causa, los soldados alemanes habían estado en el campo de batalla constantemente, sin alivio y, después de no romper los ejércitos británico y francés en ofensivas en marzo y abril de 1918 a pesar de la transferencia de un gran número de tropas del Frente Oriental, había perdido la esperanza en la posibilidad de una victoria. El segundo motivo fue a causa de los disturbios civiles en la guerra. El concepto de "guerra total" en la Primera Guerra Mundial, significaba que el suministro tuvo que ser reorientado hacia las fuerzas armadas y, con el comercio alemán detenido por el bloqueo naval británico, los civiles alemanes fueron obligados a vivir en condiciones cada vez más precarias. Los precios de los alimentos fueron limitados primero, y luego se introdujo el racionamiento. El invierno de 1916-1917 se llamó: "invierno del nabo". Durante la guerra, unos 750 000 civiles alemanes murieron a causa de la desnutrición. Muchos alemanes querían poner fin a la guerra y un creciente número de alemanes comenzó a asociarse con la izquierda política, como el Partido Socialdemócrata de Alemania (SPD) y el más radical Partido Socialdemócrata Independiente que exigió un fin a la guerra. La tercera razón fue la entrada de los Estados Unidos en la guerra. Con un ataque por sorpresa de un submarino alemán en contra del transatlántico RMS Lusitania en 1915 que transportaba civiles estadounidenses (aunque los alemanes sospechaban que llevaba suministros al Reino Unido, que en los tiempos modernos se ha demostrado ser cierto) y la posterior declaración de guerra submarina sin restricciones de Alemania contra el Reino Unido en 1917, provocó que el sentimiento público estadounidense pasase de la neutralidad al intervencionismo. La entrada de Estados Unidos en la guerra inclinó más la balanza a favor de los Aliados, resultando devastadora para las fuerzas alemanas.

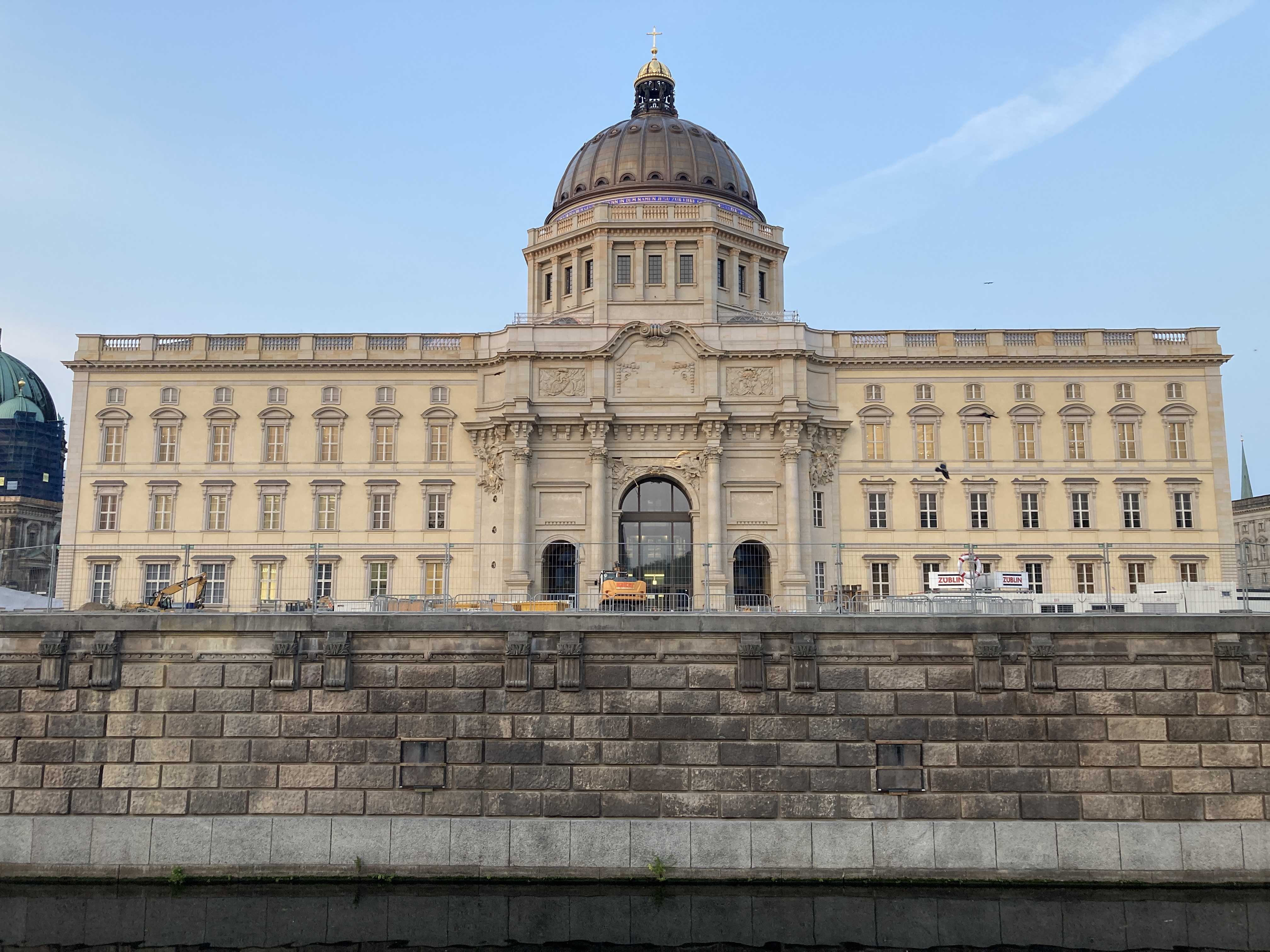
Palacio Real de Berlín —reconstruido en 2020— donde Karl Liebknecht declaró la República Socialista Libre de Alemania

Revolución de Noviembre
La Revolución de Noviembre fue una movilización popular en Alemania en 1918 hacia el final de la Primera Guerra Mundial, que llevó al cambio desde la Monarquía constitucional del Kaiserreich alemán a una república parlamentaria y democrática (República de Weimar).
Las causas de la revolución se encontraban en las cargas extremas sufridas por la población durante los cuatro años de guerra, el fuerte impacto que tuvo la derrota en el Imperio alemán y las tensiones sociales entre las clases populares y la élite de aristócratas y burgueses que ostentaban el poder y acababan de perder la guerra.
La revolución comenzó con un motín de marineros de la flota de guerra en Kiel y Wilhelmshaven; se negaban a colaborar para sacar la flota para librar una última batalla contra la escuadra británica, como pretendían hacer sus superiores. El desencadenante de la revolución fueron órdenes del 29 de octubre de 1918 de preparar para el combate del día siguiente. Marineros de varios barcos se negaron a ejecutar las órdenes. Cuando parte de la flota fue trasladada a su puerto de origen, Kiel, en un intento de contener la insurrección mediante permisos para ir a tierra y la detención de los líderes de la insurrección, marineros de otros barcos se unieron a la misma y obreros se solidarizaron con los marineros. En pocos días la revolución se extendió por toda Alemania y forzó la abdicación del káiser Guillermo II el 9 de noviembre de 1918. Los objetivos de avanzada de los revolucionarios, guiados por ideales socialistas, fracasaron en enero de 1919 ante la oposición de la dirección del Partido Socialdemócrata de Alemania (SPD) encabezada por Friedrich Ebert. Estos líderes socialdemócratas —al igual que los partidos liberales— temían que se desencadenara una guerra civil, por lo que rechazaban la idea revolucionaria radical de despojar completamente del poder a la élite afín al káiser y promulgaban, en cambio, conciliar a estos sectores con las nuevas relaciones democráticas. Con este fin, el SPD acordó una alianza con el Comando Militar Supremo alemán y, con la ayuda de fuerzas paramilitares de orientación derechista, lograron la sofocación violenta del llamado Levantamiento Espartaquista (Spartakusaufstand).

## Estructura
| Estado                      | Estado                    | Capital       |
| Reinos                      | Reinos                    | Reinos        |
| --------------------------- | ------------------------- | ------------- |
|                             | Prusia                    | Berlín        |
|                             | Baviera                   | Múnich        |
|                             | Sajonia                   | Dresde        |
|                             | Wurtemberg                | Stuttgart     |
| Grandes ducados             |                           |               |
|                             | Baden                     | Karlsruhe     |
|                             | Hesse                     | Darmstadt     |
|                             | Mecklemburgo-Schwerin     | Schwerin      |
|                             | Mecklemburgo-Strelitz     | Neustrelitz   |
|                             | Oldemburgo                | Oldemburgo    |
|                             | Sajonia-Weimar-Eisenach   | Weimar        |
| Ducados                     |                           |               |
|                             | Anhalt                    | Dessau        |
|                             | Brunswick                 | Brunswick     |
|                             | Sajonia-Altenburgo        | Altenburgo    |
|                             | Sajonia-Coburgo-Gotha     | Coburgo       |
|                             | Sajonia-Meiningen         | Meiningen     |
| Principados                 |                           |               |
|                             | Lippe                     | Detmold       |
|                             | Reuss (Línea menor)       | Gera          |
|                             | Reuss (Línea mayor)       | Greiz         |
|                             | Schaumburg-Lippe          | Bückeburg     |
|                             | Schwarzburg-Rudolstadt    | Rudolstadt    |
|                             | Schwarzburg-Sondershausen | Sondershausen |
|                             | Waldeck-Pyrmont           | Arolsen       |
| Ciudades hanseáticas libres |                           |               |
|                             | Bremen                    |               |
|                             | Ciudad libre de Hamburgo  |               |
|                             | Ciudad Libre de Lübeck    |               |
| Territorio imperial         |                           |               |
|                             | Alsacia-Lorena            | Estrasburgo   |

El orden constitucional de la constitución de Bismarck fue un marco importante para la estructura de poder real. De hecho, las instituciones constitucionales, como el Reichstag y el canciller tuvieron una importancia central para el sistema político.

### Estados miembros del imperio

Mapa de los estados del Reich alemán (Reino de Prusia con sus provincias en azul)

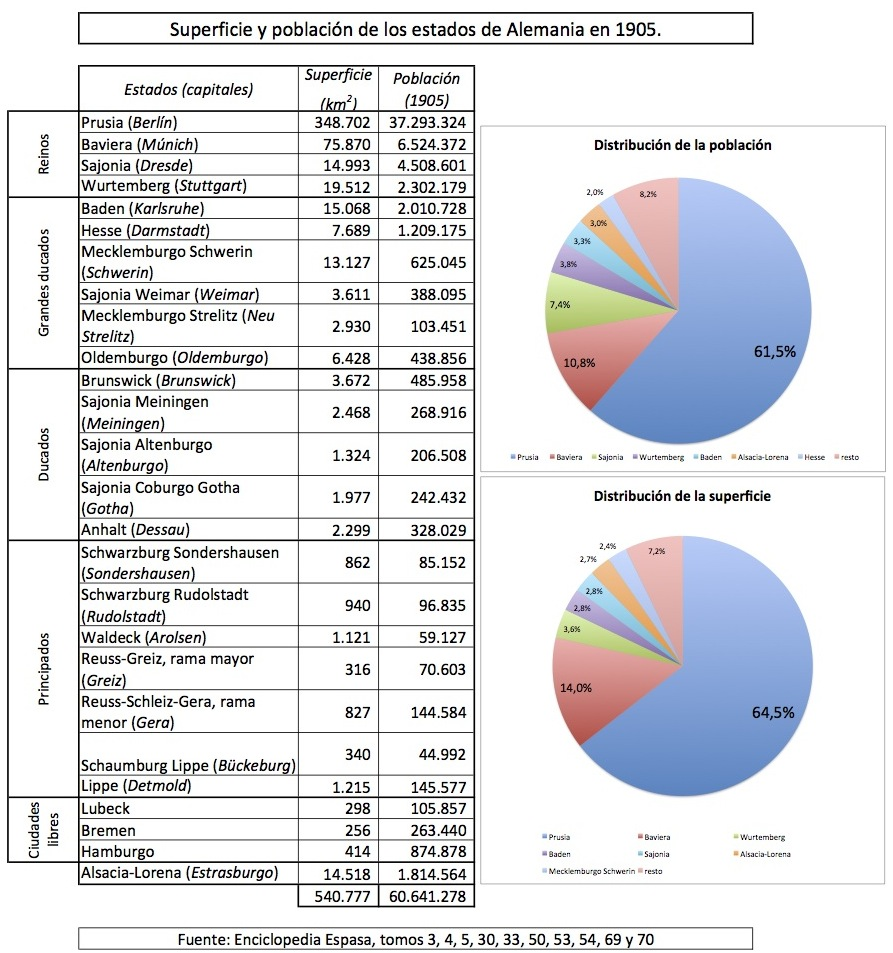
Distribución del territorio y población del Imperio en 1905

Antes de la unificación, el territorio alemán se componía de 26 estados constituyentes. Estos estados consistían en reinos, grandes ducados, ducados, principados y ciudades hanseáticas libres en un territorio imperial. El Reino de Prusia era el mayor de los estados, que cubría más del 60 % del territorio del Imperio alemán.
Varios de dichos estados habían obtenido la soberanía después de la disolución del Sacro Imperio Romano Germánico en 1806. Otros fueron creados como Estados soberanos tras el Congreso de Viena en 1815. Los territorios no eran necesariamente contiguos; muchos estaban fragmentados como resultado de adquisiciones históricas, o en otros casos, por divisiones en el árbol genealógico de la familia gobernante. El Ducado de Lauenburgo, estado constituyente del Imperio, gobernado en unión personal por el rey de Prusia, se fusionó con Prusia en unión real en 1876.
Cada componente del Imperio alemán enviaba representantes al Consejo Imperial (Bundesrat) y la Dieta Imperial (Reichstag). Las relaciones entre el centro imperial y los componentes del Imperio eran relativamente fluidas y se fueron desarrollando de forma permanente. Hasta qué punto el emperador de Alemania podría, por ejemplo, intervenir en caso de disputas sucesorias relativas a los estados, fue muy debatido en ocasiones, por ejemplo, con la crisis de la herencia Lippe-Detmold.

### Constitución
La Constitución del Imperio alemán (en alemán: Verfassung des Deutschen Reiches) fue la ley fundamental del Imperio alemán, que fue aprobada el 16 de abril de 1871 y entró en vigor el 4 de mayo del mismo año. Los historiadores alemanes a menudo se refieren a ella como la Constitución imperial de Bismarck (BRV; en alemán: Bismarcksche Reichsverfassung).
Según la constitución, el Imperio era una federación de 25 estados alemanes bajo la presidencia permanente de Prusia, el estado más grande y más poderoso. La presidencia de la confederación (Bundespräsidium) era un cargo hereditario del rey de Prusia, que tenía el título de emperador alemán (kaiser). El emperador nombraba al canciller imperial, jefe del Gobierno y presidente del Bundesrat, el consejo de representantes de los estados alemanes. Las leyes eran promulgadas por el Bundesrat y el Reichstag, la Dieta Imperial elegida por sufragio universal masculino de los mayores de 25 años.
La constitución fue la continuación de una constitución anterior del 1 de enero de 1871, la Constitución de la Confederación Alemana. Esa constitución ya incorporaba algunos de los acuerdos entre la Confederación Alemana del Norte y los Estados alemanes del sur. Cambió el nombre del país a Deutsches Reich (traducido convencionalmente como el 'Imperio alemán') y le dio al rey de Prusia el título de emperador alemán.

### Ejército

Bandera de proa de la Kaiserliche Marine (Gösch der Kriegschiffe), 1903-1919

El Ejército y la Marina se mantuvieron al margen de la aprobación financiera necesaria por la Constitución en gran medida bajo el control del rey de Prusia o el emperador. Los límites absolutistas al estilo de "poder de mando" apenas se definían. Por lo tanto, era uno de los pilares centrales de la monarquía. En el marco de los señores de la guerra "supremos" existía el Gabinete Militar, el Ministerio Prusiano y el Estado Mayor, las tres instituciones que luchaban a veces entre sí por las habilidades. En particular, el Estado Mayor estaba bajo el mando de Helmuth von Moltke y Alfred von Waldersee que más tarde trataron de ejercer influencia sobre las decisiones políticas. Lo mismo se aplicaba al almirante Alfred von Tirpitz en cuestiones marinas.
El ejército estaba dirigido no solo contra los enemigos externos, sino que también fue destinado por el mando militar al interior para aplastar las huelgas. Prácticamente, sin embargo, el ejército utilizó las grandes huelgas como un entrenamiento a duras penas. Sin embargo, el Ejército fue como una amenaza potencial y no se debía subestimar al factor de potencia nacional.
Los estrechos lazos con la monarquía se reflejaron de nuevo en los cuerpo marcados como oficiales aristócratas. Más tarde, la nobleza mantuvo una fuerte posición de liderazgo entre las filas, sin embargo, llegó una ampliación del Ejército y la Armada por la parte civil. La selección adecuada de socialización e internos en el ejército pero aseguró que incluso la propia imagen de este grupo era apenas diferente a la de sus nobles compañeros.
Después de las victorias de 1864 a 1871, el ejército se convirtió en un elemento central del patriotismo imperial emergente. Las críticas a los militares eran vistas como antipatrióticas. El ejército ganó un prestigio social muy fuerte durante el imperio. El cuerpo de oficiales fue en gran parte la población "de primera clase" en el estado. Su mundo fue influenciado por la lealtad a la monarquía y la defensa de los derechos reales, que se caracterizaba por ser conservador, antisocialista y fundamentalmente antiparlamentario. El comportamiento militar y el código de ética se extendió durante la sociedad. También para muchos ciudadanos, la situación de un funcionario reservista fue un objetivo deseable. Der Untertan de Heinrich Mann, Wilhelm Voigt o la Crisis de Zabern subrayaban también la importancia del militarismo en la sociedad alemana. En todas partes del reino, las sociedades guerreras nuevas se convertían en agentes de la ideología militarista a finales de 1913. El gobierno federal fue por lo tanto la organización de masas más poderosa del imperio. El club patrocinado por el estado debía mantener a los pensamientos militares, nacionales y monárquicos y vacunar a los miembros contra los socialdemócratas.
Sin embargo, los partidos apoyaron un aumento en el ejército que no era ilimitado. Por lo tanto, los militares llegaron en 1890 como una fuerza de paz de casi 490 000 hombres, su fuerza estaba establecida por la constitución, tenía que tener al menos a un uno por ciento de la población. En los años siguientes, las fuerzas de tierra se fortalecieron aún más. Entre 1898 y 1911 debido a las limitaciones de armamentos costosos navales se repartieron soldados al ejército de tierra. Era notable que lo que se tenía en ese tiempo de Estado Mayor era a sí mismo contra una expansión del número de soldados efectivos, porque temía un fortalecimiento de los derechos civiles en detrimento del elemento noble en el cuerpo de oficiales. Surgió durante este período el concepto Schlieffen para una posible guerra en dos frentes contra Francia y Rusia, teniendo en cuenta la participación británica en la parte de los opositores.

### Burocracia y administración
Para todos los conflictos políticos internos, el aparato burocrático garantizó su continuidad. Al mismo tiempo, los responsables de la política, tanto el canciller como el emperador, tenían que contar con el peso de los altos funcionarios. Sin embargo, el propio Imperio en sí, tuvo un comienzo modesto y el canciller, disponía solo de asistentes a Secretario de Estado, que eran los que presidían las oficinas imperiales. Así, en el transcurso del tiempo se desarrollaron junto a la oficina del canciller, una Oficina de Ferrocarriles Imperial, una Oficina de Correos Imperial, Oficina de Justicia Imperial, una Hacienda Imperial, una oficina para la gestión del Territorio Imperial de Alsacia y Lorena, el Ministerio de Relaciones Exteriores, el Ministerio del Interior, la Oficina Naval Imperial y, por último, el Ministerio de Colonias.
La función administrativa de Prusia disminuyó mientras que aumentó el número de personas en la administración imperial. Sin embargo, el vínculo orgánico entre Prusia y el imperio fue de gran importancia hasta el final. En las posiciones más altas y de mayor ámbito administrativo, los protestantes eran miembros de la nobleza sobrerepresentados. Así que de un total de 31 secretarios del imperio, doce pertenecían a la nobleza y en 1909 hubo 71 % de denominación protestante. Sin embargo, políticamente, éstos se alinearon inicial y relativamente a la política liberal.

### Monarquía y corte imperial

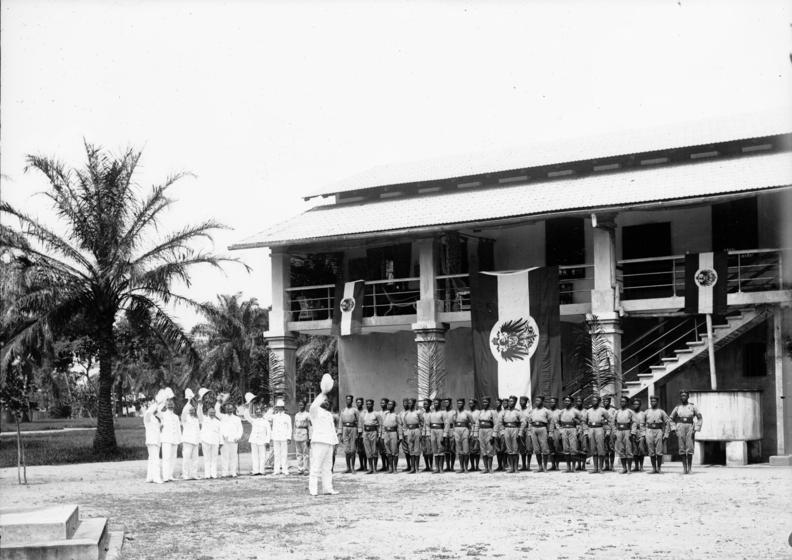
Policías durante la celebración del 42.º cumpleaños de Guillermo II en Duala, Kamerun, 27 de enero de 1901

La Constitución del Imperio Alemán garantizaba al emperador una gran libertad de acción. Las decisiones del monarca jugaron con los diversos órganos asesores, como las funciones civiles imperiales, militares y navales importantes del gabinete. Se añadieron a la corte y al confidente íntimo del emperador. Ya con Guillermo I, el monarca tuvo una influencia considerable sobre las políticas del personal, por lo general sin interferir sobre las decisiones importantes. En particular, bajo el emperador Guillermo II y su reivindicación de una norma personal, hicieron que el puesto del emperador se convirtiera en uno de los centros de poder clave del imperio. Apenas es diferente el puesto de emperador que el del Presidente de la Confederación en un reino monárquico.
Incluso fuera de Prusia no solo las celebraciones eran de distintas dinastías, sino que también celebraron el cumpleaños del Emperador. El emperador se estaba convirtiendo en un símbolo del imperio. No se discute que la influencia imperial se limitó a 1897, sin embargo, mientras que la importancia del emperador a 1908 aumentó de manera significativa, otra vez perdió importancia. Esto contribuyó en el Escándalo Harden-Eulenburg, el confidente del emperador Philipp zu Eulenburg fue encontrado teniendo relaciones homosexuales con el periodista Maximilian Harden. Estos y los posteriores asuntos del Daily Telegraph provocaron que el prestigio del emperador se redujese, pero no una institución de la monarquía, en la opinión pública.

## Minorías lingüísticas
| Lengua                          | Número     | Porcentaje |
| ------------------------------- | ---------- | ---------- |
| Alemán                          | 51 883 131 | 92,5       |
| Alemán y otro idioma extranjero | 252 918    | 0,45       |
| Polaco                          | 3 086 489  | 5,48       |
| Francés                         | 211 679    | 0,38       |
| Masurio                         | 142 049    | 0,25       |
| Danés                           | 141 061    | 0,25       |
| Lituano                         | 106 305    | 0,19       |
| Casubio                         | 100 213    | 0,18       |
| Sorabo                          | 93 032     | 0,16       |
| Neerlandés                      | 80 361     | 0,14       |
| Italiano                        | 65 930     | 0,12       |
| Moravo                          | 64 382     | 0,11       |
| Checo                           | 43 016     | 0,08       |
| Frisón                          | 20 677     | 0,04       |
| Inglés                          | 20 217     | 0,04       |
| Ruso                            | 9617       | 0,02       |
| Sueco                           | 8998       | 0,02       |
| Húngaro                         | 8158       | 0,01       |
| Español                         | 2059       | 0,00       |
| Portugués                       | 479        | 0,00       |
| Otros idiomas                   | 14 535     | 0,03       |
| Ciudadanos imperiales           | 56 367 187 | 100        |

Debido a la historia multicultural y multilingüe de Europa Central, la población del Imperio alemán se componía de personas con diferentes lenguas maternas. Sin embargo el 92,5 % de la población tenía el alemán como primera lengua, una cifra significativamente mayor que otros países grandes de la época (Gran Bretaña, Francia, Rusia). La única minoría lingüística con un número significativo de hablantes era el polaco, la lengua materna del 5,45 % de los ciudadanos del Imperio. Las otras lenguas minoritarias se hablaban solo a nivel regional por pocas personas que además eran minoría incluso en sus respectivas regiones.
El grupo lingüístico de idiomas como el danés, neerlandés y el frisón (0,5 %) se encontraba en el norte y noroeste del imperio. El danés y el frisón se hablaban principalmente en el norte de la provincia prusiana de Schleswig-Holstein y el neerlandés en las zonas fronterizas occidentales de las provincias prusianas de Hannover, Westfalia y de la Provincia del Rin.
Las lenguas eslavas (6,28 %) como el polaco, masuriano, casubio, sorabo y el checo se encontraban en el este. El polaco principalmente en las provincias prusianas de Posen, Prusia Occidental y Silesia (Alta Silesia). También había islas pequeñas en Recklinghausen (Westfalia), con el 13,8 % de la población) y en el distrito de Kalau, (Brandeburgo, 5,5 %) y en partes del este de Prusia y Pomerania. El checo era hablado predominantemente en el sur de Silesia; masurio, en el sur de Prusia Oriental; el casubio en el norte de Prusia Occidental; y el sorabo en la región de Lusacia en Prusia (Brandeburgo), Silesia y el Reino de Sajonia.
Las lenguas romances (0,52 %) se encontraban solo en la frontera occidental del Imperio alemán. El grupo más grande era la comunidad de habla francesa cerca de la frontera de Francia en el Territorio Imperial de Alsacia y Lorena, donde formaba el 11,6% de la población total. Ahí también existía la minoría de habla italiana que componía el 9,5 % de la población en el distrito de Diedenhofen. Los valones formaron el 28,7 % en el distrito de Malmedy (Provincia del Rin).
El grupo de lenguas bálticas era el más pequeño y solo se componía de personas que hablaban lituano (0,19 %) en el noreste de la provincia de Prusia Oriental.

## Colonialismo
Imperio colonial alemán (en alemán: Deutsches Kolonialreich) es el nombre que recibe el conjunto constituido por las colonias de ultramar, las dependencias y los territorios de la Alemania imperial, y los intentos de colonización de corta duración por parte de estados alemanes individuales que ocurrieron en los siglos anteriores. Según el artículo 1 de la Constitución del Reich alemán, no formaban parte del territorio del Reich, sino que eran posesiones en el extranjero. Los alemanes emigrados fundaron asentamientos en el extranjero, a veces denominados "colonias alemanas", pero no ejercían derechos soberanos del país de origen.
Los esfuerzos coloniales cruciales solo comenzaron en 1884 con el reparto de África. Alemania reclamó gran parte de las colonias que aún no se habían reclamado en la división de ese continente, y logró construir en ese momento el tercer imperio colonial más grande, después de los británicos y los franceses. En términos de población, fue el cuarto imperio colonial después de los mencionados y del neerlandés.
Alemania perdió el control de sus colonias cuando comenzó la Primera Guerra Mundial en 1914 y la mayoría de sus posesiones fueron invadidas por sus enemigos en las primeras semanas de la guerra. Sin embargo, algunas unidades militares resistieron un poco más: el África del Sudoeste Alemana se rindió en 1915, Kamerun en 1916 y el África oriental solo en 1918 al final de la guerra. El imperio colonial de Alemania fue oficialmente confiscado con el tratado de Versalles de 1919 después de la derrota de Alemania en la guerra, y las distintas posesiones se convirtieron en mandatos de la Sociedad de Naciones bajo la supervisión (pero no su propiedad) de las potencias victoriosas: Francia, Reino Unido, Bélgica, Unión Sudafricana, Japón, Australia, Nueva Zelanda y Portugal.

## Moneda

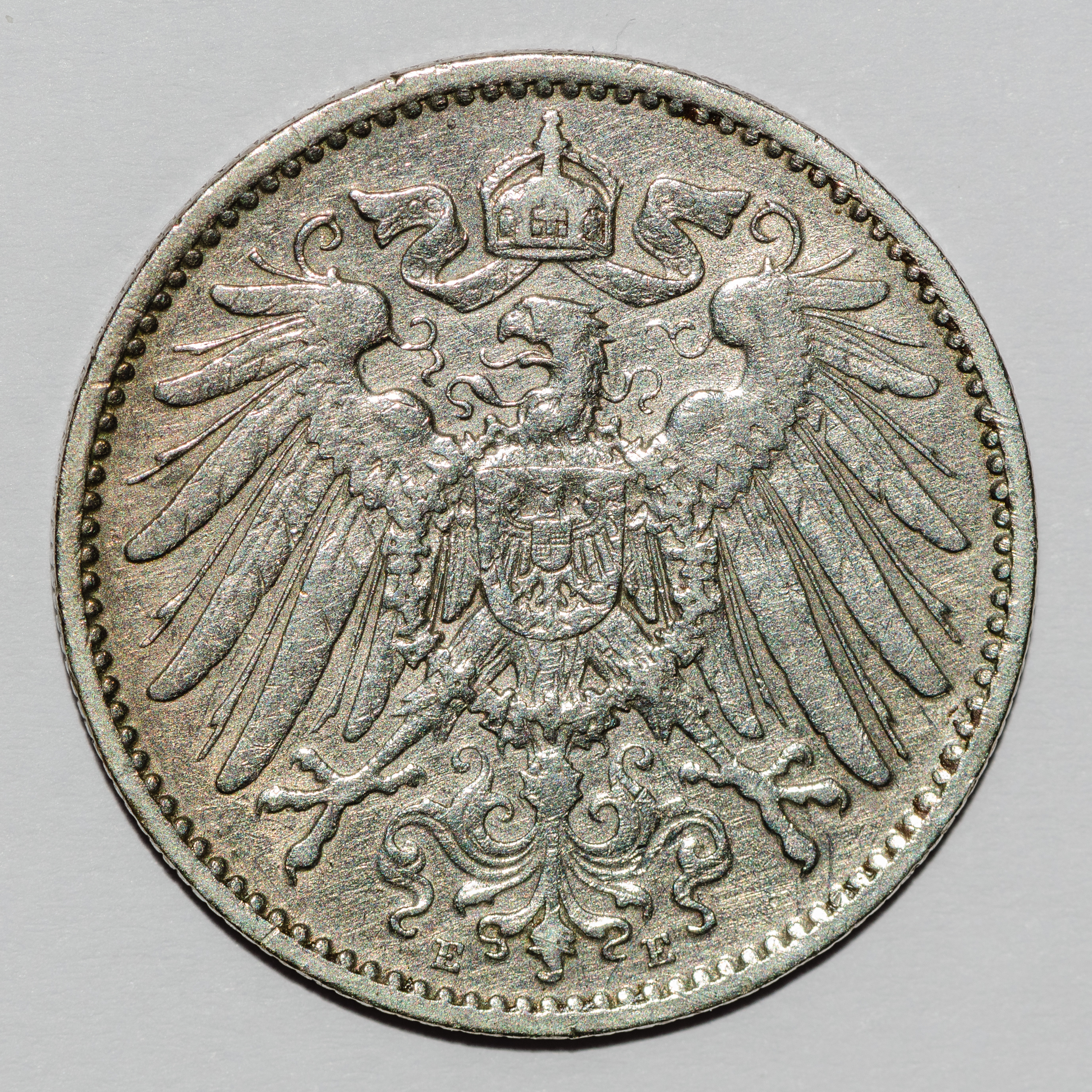
1 marco de 1905

Antes de la unificación, los distintos estados alemanes emitían una variedad de diversas monedas, aunque estuvieron más ligados al Vereinsthaler, una moneda de plata que contenía el 16⅔  gramos de plata pura. Aunque el marco estuviera basado en el oro más que en la plata, sin embargo fue utilizado para la conversión un tipo de cambio fijo entre el «Vereinsthaler» y el marco de 3 Marcos = 1 Vereinsthaler. En la Alemania meridional se había utilizado el Gulden como la unidad de cuenta estándar, con un valor4⁄7de un Vereinsthaler y, por lo tanto, se convirtieron de 1,71 (1 5⁄7)marcos en la nueva moneda. Bremen venía utilizando una moneda de oro basada en el Tálero el cual fue convertido directamente al marco a un índice de 1 tálero de oro = 3,32 (3 9⁄28) marcos. Hamburgo había utilizado sus propios marcos antes de 1873. Este fue substituida por el «Marco de oro» a un índice de 1 marco de Hamburgo = 1,2 Marcos de oro. 

## Legado
| Territorio | Nombre actual                                                        |
| Bélgica | Bélgica                                                              |
| --- | -------------------------------------------------------------------- |
| El área de Eupen y Malmedy. | Eupen y Malmedy, Provincia de Lieja.                                 |
| Dinamarca |                                                                      |
| Nordschleswig. | Jutlandia Meridional.                                                |
| Francia |                                                                      |
| Reichsland Elsaß-Lothringen con Straßburg y Metz. | Bajo Rin, Alto Rin, Mosela.                                          |
| Lituania |                                                                      |
| Memelland con Memel. | Región de Klaipėda.                                                  |
| Polonia |                                                                      |
| Pomerania, Silesia, Ostbrandenburg, Ermland, Masuren, Westpreußen, sur de Ostpreußen y Posen (Wartheland) con Stettin, Allenstein, Danzig, Breslau, Kattowitz y Posen. | Pomerania, Silesia, Tierra de Lubusz, Voivodato de Varmia y Masuria. |
| República Checa |                                                                      |
| Hultschiner Ländchen. | Región de Hlučín.                                                    |
| Rusia |                                                                      |
| Norte de Ostpreußen con Königsberg. | Óblast de Kaliningrado.                                              |

El Imperio alemán dejó un legado de suerte dispersa para Alemania y Europa. Según Bismarck, un estado unido de Alemania había sido finalmente alcanzado, sin embargo, seguía siendo un estado dominantemente prusiano y que no contenía la Austria alemana como los nacionalistas pangermánicos deseaban. La influencia del militarismo prusiano, los esfuerzos coloniales del imperio, sus vigorosas y competitivas proezas industriales causaron una visión negativa del estado. El Imperio alemán promulgó una serie de primicias progresivas, como el establecimiento de un sistema de bienestar público (todavía vigente hoy en día), otras reformas sociales, así como garantizar la libertad de prensa. Hubo también un moderno sistema de elección al parlamento federal, el Reichstag, que representaba todo hombre adulto por un voto. Esto permitió a los socialistas y al Partido de Centro Católico desempeñar un papel notable en la vida política del imperio.
La historia del Imperio alemán es bien recordada en Alemania como un período en que la investigación académica y la vida universitaria, así como las artes y la literatura florecieron. Thomas Mann publicó su novela Los Buddenbrook en 1901. Theodor Mommsen fue galardonado con el Premio Nobel de Literatura un año después por su historia romana. Pintores como los grupos de Der Blaue Reiter y Die Brücke realizaron una importante contribución en el arte moderno. El edificio de turbinas de AEG en Berlín de Peter Behrens, de 1909 puede considerarse como un hito en la arquitectura moderna clásica y un ejemplo sobresaliente del funcionalismo emergente. Los costos sociales, económicos, y los éxitos científicos de esta Gründerzeit o época fundacional, han llevado a la era guillermina a veces a ser considerada como una edad de oro (Belle Époque).
En el ámbito de la economía de la Kaiserzeit ha hecho sentar las bases de que Alemania sea una de las principales potencias económicas del mundo. Sobre todo la industria del hierro y del carbón de la región del Ruhr, en la cuenca de Sarre y en la Alta Silesia contribuyó en gran medida a este proceso. El primer automóvil fue construido por Karl Friedrich Benz en 1886. El enorme crecimiento de la producción industrial y el potencial industrial también condujeron a un rápido proceso de urbanización de Alemania, que convirtió a los alemanes en una nación urbana.
El apoyo del imperio a la invasión de Austria-Hungría sobre Serbia contra la oposición de Rusia ha sido visto por muchos historiadores como una gran influencia en lo que causó el choque de las alianzas en Europa, que dio lugar a la guerra masiva más tarde conocida como la Primera Guerra Mundial. La derrota en la Gran Guerra y las pérdidas territoriales y económicas impuestas por el Tratado de Versalles que tuvo enormes ramificaciones para la nueva república alemana, como la definición de lo que es el estado alemán y cómo debe funcionar. Los conservadores, liberales, socialistas, nacionalistas, católicos, protestantes y todos, tenían sus propias interpretaciones, lo que llevó a un clima político y social díscolos en Alemania a raíz del colapso del imperio.
Además de la Alemania actual, una gran parte de lo que comprendía el Imperio alemán ahora pertenece a otros Estados miembros de la Unión Europea (UE).

## Símbolos
El Imperio alemán no tenía un himno oficial y al principio tampoco Bandera oficial. Como el himno nacional fue repuesto al de Heil dir im Siegerkranz, su melodía era la misma del himno nacional británico, como también era igual a Die Wacht am Rhein. Fue en primer lugar una bandera negra-blanca-roja de la Confederación Alemana del Norte utilizada como una bandera marina y civil. No fue sino hasta 1892 que fue aprobada finalmente por el Káiser como bandera nacional que se determinó de color negra-blanca-roja, los colores de Prusia (negro y blanco) y los de las banderas hanseáticas (blanco sobre rojo juntos).